# Mesure de la longueur du méridien terrestre par Delambre et Méchain
La mesure de la méridienne de France par Delambre et Méchain, ou plus précisément de l'« arc de méridien situé entre Dunkerque et Barcelone », est un levé géodésique réalisé par les scientifiques français Jean-Baptiste Joseph Delambre et  Pierre-François Méchain entre 1792 et 1798. Cette mesure fait suite à la décision de l'Assemblée nationale française en 1791 d'établir un système de mesure unique s'appuyant sur une unité de longueur universelle prise dans la nature : la dix millionième partie du quart du méridien terrestre, qui sera ultérieurement nommée le mètre.
Cette mission est précédée par l'établissement aux XVIIe et XVIIIe siècles des premières mesures de méridienne qui vont fonder la cartographie et la géodésie modernes. L'Académie des sciences reçoit en effet en 1668 de Colbert la commande de cartographier la France et de mettre au point des méthodes cartographiques nouvelles. L'abbé Picard mesure ainsi en 1669 un degré de méridien, dans la région parisienne, entre Malvoisine et Sourdon-Amiens. Ces travaux sont poursuivis par la mesure entre 1683 et 1718 de la méridienne complète entre Dunkerque et Perpignan par les Cassini père et fils. Pour résoudre une controverse entre Isaac Newton et Jacques Cassini, sur le sens d’aplatissement de la terre, deux expéditions sont envoyées en Laponie et en Équateur, à la suite desquelles la position de Newton est confirmée. 
Avec des instruments plus perfectionnés et des connaissances scientifiques issues du siècle des Lumières, la mesure doit être bien plus précise que celle des Cassini. La mission s'avère être une vraie épopée qui dure six années, émaillées de dangers, d'arrestations, de révocations temporaires, de destructions de matériel, d’épisodes tragi-comiques, de calculs, en pleine période révolutionnaire de la Terreur. En outre une partie de ces mesures doit être réalisée sur le territoire espagnol tandis que la guerre entre la France et l’Espagne débute le 7 mars 1793. Méchain y laisse sa raison, rongé par la honte d’une erreur de trois secondes. Delambre y gagne le poste de secrétaire perpétuel de l'Académie des sciences en 1803. Le produit de leurs travaux est ensuite matérialisé sous la forme d’une règle en platine pur. Les travaux sont acclamés, la preuve qu’au milieu de bouleversements sociaux et politiques la science pouvait produire quelque chose de permanent. Devant le fruit de leur labeur, Napoléon Bonaparte, fait une déclaration prophétique : « Les conquêtes passent et ces opérations restent. »
La valeur du quart du méridien retenue dans la décision finale du 30 avril 1799 est de 5 130 740 toises, soit pour le mètre une longueur de 3 pieds 11,296 lignes de la toise du Pérou. La valeur utilisée pour la détermination du mètre provisoire basée sur les mesures de Cassini de 1718 avait été 5 132 430 toises, soit une différence de 0,03 %.
Au XIXe siècle, dans la continuité des travaux de Delambre et Méchain, de nouvelles mesures d'arcs de méridiens vont être entreprises : d'abord la prolongation de la méridienne de France vers les Baléares (1803), puis la jonction géodésique de la France avec l'Angleterre (1862), celle de l'Algérie avec l'Espagne (1879), l'arc géodésique de Struve (1816-1855). Au final une grande partie du monde est triangulée à la fin du XIXe siècle.

## Travaux précurseurs et état de l'art à la fin duXVIIIesiècle

### Arcs géodésiques

#### Arc de Picard (1669)

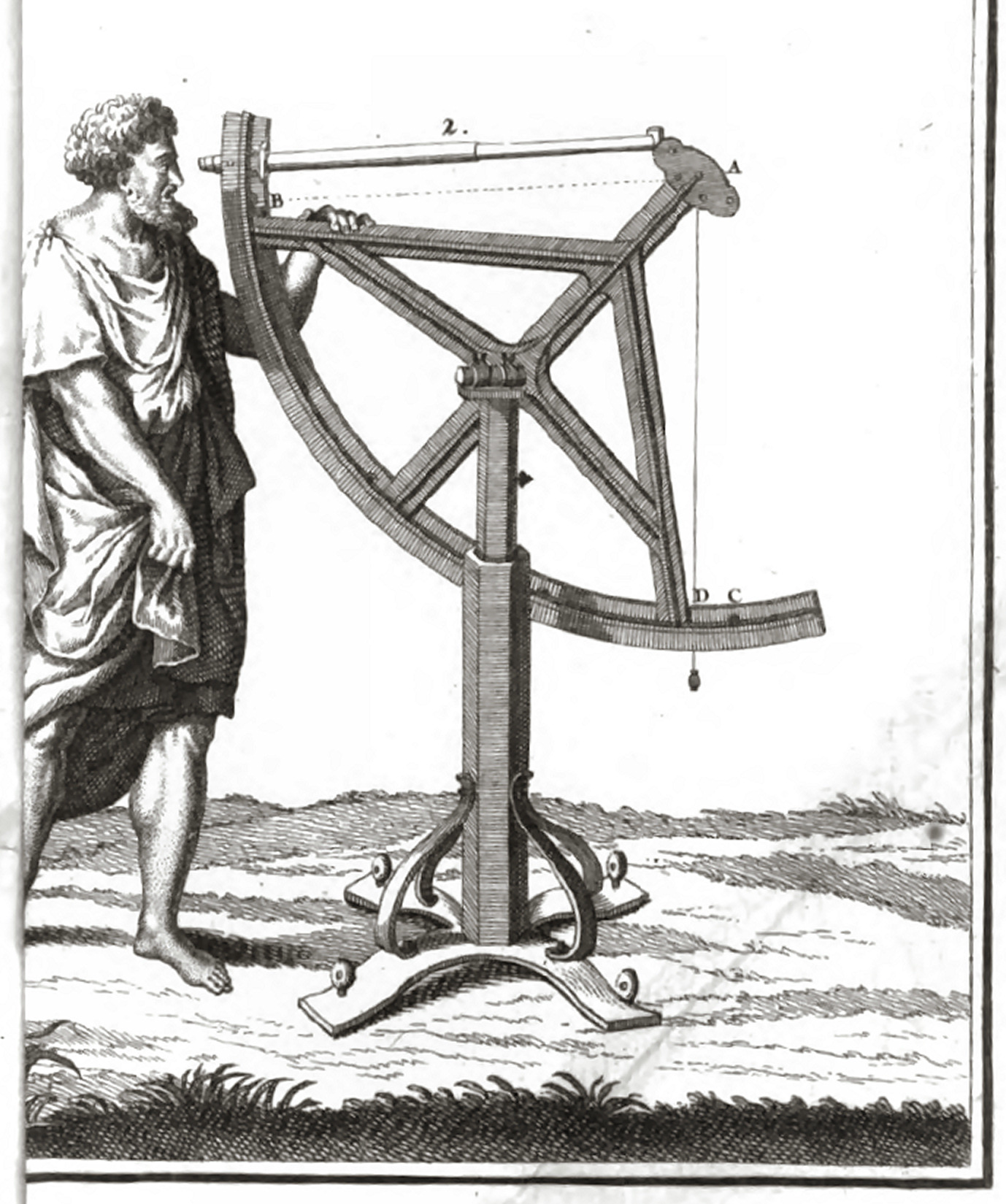
Quart de cercle de Picard.

En 1666, Colbert crée l'Académie des sciences qui se consacre au développement des sciences et conseille les autorités politiques en ce domaine. Il choisit des savants, mathématiciens (astronomes, mathématiciens et physiciens) et des physiciens (anatomistes, botanistes, zoologistes et chimistes) qui tiennent leur première séance le 22 décembre 1666 dans la bibliothèque du Roi à Paris. En 1668, elle reçoit pour mission de travailler à l’amélioration de la cartographie de la France et à la mise au point de méthodes cartographiques nouvelles. Un rapport présenté en 1669 propose d’établir une première grande triangulation qui servira d’appui aux travaux topographiques ultérieurs, fixant ainsi la méthode topographique moderne qui dissocie la construction de la triangulation géodésique des travaux topographiques de terrain,. L'abbé Picard est ainsi amené à mesurer en 1669 un degré de méridien, dans le but défini par Colbert de cartographier la France de façon géométrique ; la région « prototype » est la région parisienne, l'emplacement de la méridienne se trouve à l'est de Paris, entre Malvoisine (Essonne) et Sourdon-Amiens (Somme). La méridienne de 1671, non achevée, peut servir comme point de départ de cette triangulation. Dans un premier temps, les observations permettent de rectifier le tracé des côtes atlantiques. Mais Picard meurt en 1682.
Picard est le premier à adapter des « lunettes d'approche, au lieu des pinnules, sur ses instruments : quart de cercle et secteur, avec une bien plus grande justesse que celle que l'on avait jusqu'alors». Pour ses travaux, il dispose d'un quart de cercle de 38 pouces (1,04 m) et d'un secteur de 10 pieds de rayon (3,25 m).

#### Méridienne des Cassini (1683-1718)

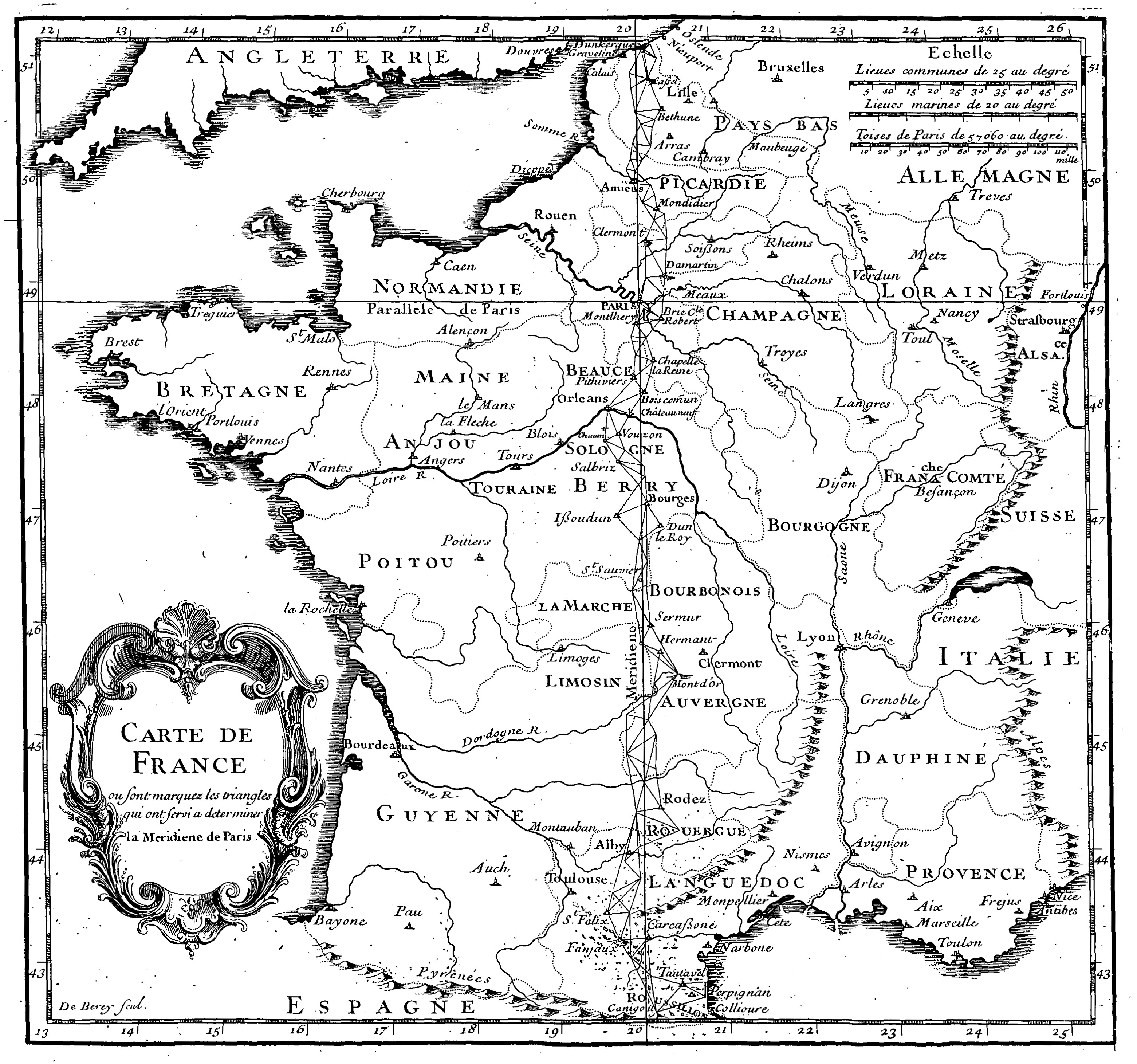
La méridienne de Paris et la carte de France, 1718.

En 1683, « Sa Majesté ordonne aux Mathématiciens de l'Académie des Sciences de continuer l'entreprise [de Picard] et de prolonger vers le Septentrion & vers le Midi jusques aux confins du Royaume, une Ligne Méridienne qui passât par le milieu de l'Observatoire de Paris. » J.-D. Cassini, chargé des opérations, engage les travaux la même année. Il se dirige vers le sud et de La Hire part vers le nord. Après la mort de Colbert (septembre 1683), les travaux s'arrêtent, reprennent en 1700-1701, avec la participation de Jacques Cassini qui assiste son père. Ils s'arrêtent de nouveau pour n'être repris et terminés qu'en 1718 par Jacques Cassini, Maraldi et le fils de La Hire.
La méridienne de Paris, dite aussi méridienne des Cassini, s'appuie sur trois stations astronomiques principales : Dunkerque au nord, Canigou, près de Perpignan, et Collioure, au sud, en passant par le centre de l'Observatoire de Paris. La partie sud, de l'Observatoire au Roussillon, comporte vingt-quatre triangles principaux. La partie nord, de l'Observatoire à Dunkerque en comporte trente, soit au total cinquante-quatre triangles qui décrivent un arc de 8,5° de latitude, soit plus de huit fois la grandeur de l'arc de Picard. La triangulation s'appuie sur trois bases :  Dunkerque (5 564 toises), Villejuif (celle de Picard) (5 663 toises) et Leucate (7 246 toises).
Les triangles sont mesurés au quart de cercle. Les bases le sont probablement par des règles constituées de quatre bois de piques de deux toises chacun, règles étalonnés avec une règle de fer de quatre pieds portée exprès de Paris. La description n'est détaillée que pour la base de Leucate. La toise Cassini est probablement la même que la toise Picard,.

#### Expéditions en Laponie, en Équateur et au Cap

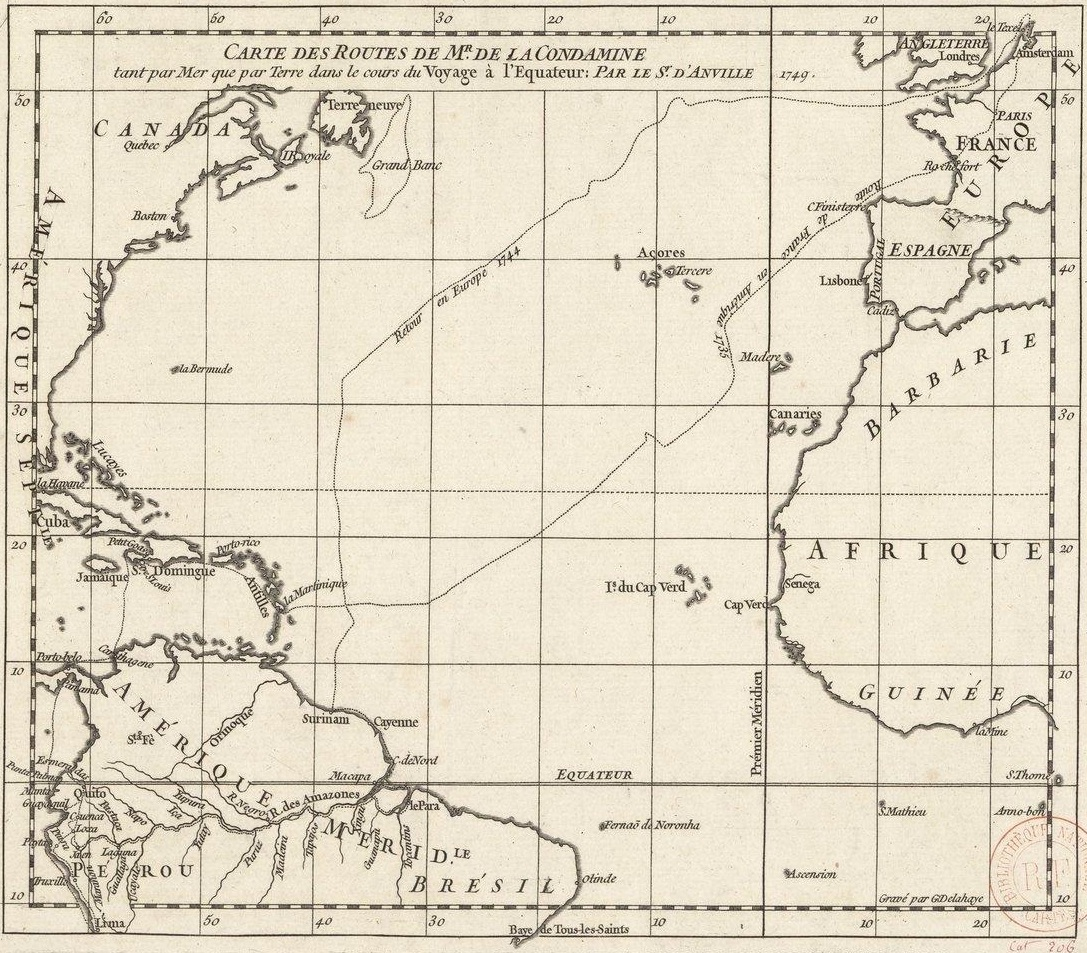
Itinéraire de l'une des expéditions françaises des années 1730-1740 pour déterminer la forme exacte de la Terre. Carte de 1749.

Dans ses Principia publiés en 1687, Newton, s'appuyant sur sa théorie de la gravitation universelle, prévoit un aplatissement du globe terrestre aux pôles de l'ordre de 1/230. Cependant, ces données sont contestées par Jacques Cassini, second directeur de l'Observatoire. Au vu des mesures de la méridienne Collioure-Paris-Dunkerque qu'il a effectuées, celui-ci estime que la Terre est allongée selon l'axe polaire, théorie qu'il expose en 1718 dans son ouvrage Traité de la grandeur et de la figure de la Terre. Cette contestation s'inscrit dans une polémique plus vaste portant sur les principes cosmologiques et opposant les partisans de Newton et de la théorie de la gravitation universelle, à ceux de Descartes et de la théorie des tourbillons. Dans ce cadre deux expéditions sont organisées, l'une en Laponie (1736-1737), comprenant quatre membres effectifs de l'Académie royale des sciences de Paris, à savoir Maupertuis, Clairaut, Camus et Le Monnier, ainsi qu'un membre correspondant, l'abbé Outhier et Celsius, et l'autre dans l'actuel Équateur (1736), alors Pérou, domaine de la couronne d'Espagne, dirigée par Louis Godin, astronome, et à laquelle participent Charles de la Condamine, chimiste et géographe, Joseph de Jussieu, botaniste, et des spécialistes ingénieurs (Verguin, Hugot, Séniergues, Morainville, etc).
Pour s'assurer que dans l'hémisphère sud, il y avait symétrie, l'abbé La Caille, qui était en 1752 en mission pour les observations stellaires et de parallaxe de la Lune au cap de Bonne-Espérance, fait une triangulation et mesure la longueur du pendule à l'Observatoire du Cap. Malheureusement son observation d'arc, bien que très précise, est inutilisable pour la détermination d'un ellipsoïde terrestre car il y a un massif montagneaux qui crée une attraction parasite et fausse les résultats.
Au final, il apparaît que la terre est bien un sphéroïde aplati, conformément aux idées d'Huygens et de Newton, c'est le résultat scientifique fondamental, qui a un profond retentissement. On s'apercevra par la suite, que malgré la minutie des mesures, l'amplitude astronomique était probablement trop faible de l'ordre d'une dizaine de secondes (Svanberg, 1802) ce qui avait pour effet d'augmenter très exagérément la valeur de l'aplatissement — Maupertuis l'évaluera à 1/178 — mais la controverse était résolue.

#### État de la triangulation de la France à la fin duXVIIIesiècle
Aux environs de 1770 les travaux de triangulation nécessités par la méridienne de France étaient terminés, si l'on excepte certains opérateurs de Cassini qui poursuivaient le canevas géodésique de la carte de France, dont le premier ordre fut publié dans son ensemble en 1783. 
Sur une proposition antérieure de Cassini de Thury, des opérations de liaison entre l'Observatoire de Paris et l'Observatoire royal de Greenwich dans la banlieue de Londres furent entreprises. Cette jonction fut menée de concert par le général britannique William Roy (1726–1790) pour l'Angleterre, par Cassini IV, Méchain et Legendre pour la France. La méridienne de La Caille, prolongée jusqu'à Calais, le cap Blanc-Nez et Mont Lambert près de Boulogne-sur-Mer permit la liaison avec la côte anglaise sur Douvres et Fairlight Down. Une chaîne de triangulation d'une vingtaine de triangles reliait du côté anglais ces sommets à Greenwich.

### État de l'art à la fin duXVIIIesiècle

#### Géométrie des surfaces et trigonométrie sphéroïdique
Les solutions apportées à divers problèmes théoriques comme l'attraction des ellipsoïdes, la théorie de l'équilibre des corps en rotation, la théorie générale des surfaces vont se révéler d'un grand intérêt pour traiter des applications géodésiques plus pratiques. Ainsi, Euler en 1760 puis Monge en 1771 définissaient les éléments fondamentaux de la géométrie des surfaces, branche qui allait devenir la géométrie différentielle : courbure, lignes tracées sur les surfaces, géodésiques, lignes de courbure. J. Meusnier énonce en 1776 un théorème qui jouera un rôle important en géométrie différentielle. En 1773, Pierre-Simon de Laplace, alors âgé de 24 ans, élève et protégé de D'Alembert, publia son premier mémoire de mécanique céleste. Celui-ci traite de la stabilité des grands axes des orbites planétaires.
En 1785 paraît à l'Académie un mémoire dans lequel Legendre introduit la notion de potentiel, que celui-ci assigne expressément à Laplace, et fonde la théorie des fonctions sphériques, outils mathématiques qui sont devenus indispensables à la géodésie théorique. En cette même année 1785 paraît aussi un mémoire de Laplace intitulé Théorie des attractions des sphéroïdes et de la figure des planètes qui sera suivi en 1786 d'un Mémoire sur la figure de la Terre. Laplace y combine diverses mesures d'arc et obtient un aplatissement de 1/250 tandis que la méthode gravimétrique, exprimée dans le théorème de Clairaut, lui fournit seulement 1/321. Toujours en 1785, l'astronome Joseph de Lalande (1732–1807) avait obtenu par la même théorie de Clairaut un aplatissement de 1/302. Deux années plus tard, en 1787, Legendre publie son Mémoire sur les Opérations trigonométriques, dont les résultats dépendent de la figure de la Terre, où il énonce notamment, sans le démontrer, un théorème devenu célèbre et qui porte son nom. Ce mémoire étudie les formules nécessaires à la réduction et au calcul des triangles sur la surface d'un sphéroïde, et donne ainsi des bases solides à la trigonométrie sphéroïdique. Cette dernière constitue une généralisation de la trigonométrie sphérique, extension dont la nécessité s'était déjà fait sentir avec les travaux de méridienne de Jean Dominique et de Jacques Cassini, mais qui n'avait pas été traitée de manière entièrement satisfaisante dans les travaux théoriques de Clairaut datant de 1733 et 1739, d'Euler datant de 1744 et d'Achille Pierre Dionis du Séjour (1734–1794) datant de 1778. Les formules de Legendre sont appliquées aux triangles formés entre Dunkerque et Greenwich, lors de l'extension de la méridienne de Delambre et Méchain vers l'Angleterre.
L'ouvrage de Delambre, dont le but essentiel est de résumer l'appareil mathématique utilisé entre 1793 et 1799 pour les calculs du nouveau mètre, donne explicitement, en la rendant opérationnelle, la théorie de l'arc indépendant de l'aplatissement terrestre. C'est un premier grand résultat que la nouvelle trigonométrie sphéroïdique offre à la géodésie, et qui aura son importance dans les travaux géodésiques ultérieurs pour fonder le système
métrique.
Sous l'effet des opérations géodésiques qui allaient vite prendre de l'ampleur non seulement en France mais aussi dans les pays voisins, surtout à cause des succès militaires remportés par les armées révolutionnaires puis napoléoniennes, la trigonométrie sphéroïdique devenait une branche à part entière de la géodésie théorique, et se développait en une théorie mathématique autonome.

### Unités de mesure: de la toise du Châtelet à la toise du Pérou
Sous l'Ancien Régime, les mesures linéaires forment un système duodécimal hérité de l'ancien système romain, hormis en Lorraine ou bizarrement on utilise depuis 1600 le système décimal. L’unité fondamentale est le pied de douze pouces. Chaque pouce se divise en 12 lignes et la ligne en 12 points ou parties. Le pied, qui était une mesure usuelle à Rome comme en Grèce, est l’unité de base se répand dans toute l’Europe au Moyen Age et même au-delà : en Angleterre et aux États-Unis (foot), en Allemagne et en Autriche (fuss), en Italie (piede), en Suède et en Norvège (fot), au Danemark (fod) ; en Espagne (pié), au Portugal (pe) et progressivement à tous les comptoirs marchands et à toutes les colonies. Mais en France il règne une grande anarchie dans entre régions entre les valeurs des différents pieds.
Au-delà du pied, c’est la toise qui est employée, notamment pour les mesures géodésiques et les mesures de bâtiments. L’étalon du pied de roi est une toise de 6 pieds dont l’existence au Grand Châtelet de Paris est attestée dès 1394. En 1667, il a été faussé par un fléchissement du pilier sur lequel il était scellé. Un nouvel étalon fut alors scellé à l’intérieur, dans le pilier de l’arcade par où on montait à l’escalier. Or il apparaît qu’un autre étalon que Picard appelle le pied des maçons, mais qu’on appelait plus souvent le pied de l'Écritoire est utilisé par les maçons. Pour pallier ce problème de l’existence de deux toises, La Reynie, pour qui venait d’être créé, en mars 1667, l'office de lieutenant de police du prévôt de Paris rédigea un projet d’ordonnance qui interdisait aux maçons de se servir d’une autre toise que de celle du Châtelet. Elle est divisée en six pieds de douze pouces de douze lignes et vaut environ 1,95 m, le pied 0,325 m. Mais, en dehors de l’Académie des sciences, qui vient d’être créée, qui y trouve un grand intérêt, parce que Picard se prépare à mesurer un arc de méridien, cette réforme passe inaperçue et, jusqu’au milieu du XVIIIe siècle, on continue très généralement, surtout en province, à se servir de mesures qui dérivent de l’ancien étalon.
Ainsi à la fin du XVIIe siècle, ces trois mesures majeures entretiennent les relations suivantes :
| Ratio    | Nom d'unité             | Valeur empirique | Écart     |
| -------- | ----------------------- | ---------------- | --------- |
| 12 × 576 | La toise de l'Écritoire | 1 959,576 0 mm   | +0,0012 % |
| 11 × 625 | La toise du Châtelet    | 1 949,036 3 mm   | -0,0013 % |
| 11 × 576 | La canne de Toulouse    | 1 796,091 1 mm   | -0,0092 % |

Ultérieurement, la longueur de la toise de Paris ne sera plus modifiée jusqu'à son abolition définitive comme mesure légale en 1799, au profit du mètre décimal. Elle sert en 1735 à fabriquer deux étalons nouveaux de la même longueur, appelés respectivement « toise du Pérou » et « toise du Nord », confiés à La Condamine et Maupertuis pour leur expédition de mesure du méridien au Pérou et en Laponie. À partir de 1766, c'est la toise du Pérou qui sert d'étalon, celle du Châtelet manquant de fiabilité et celle du Nord ayant été endommagée. 80 copies en sont faites et expédiées dans les provinces. Elle porte alors le nom de « toise de l'Académie » ou « toise de Paris ». Les résultats des mesures de Delambre et Méchain sont ainsi exprimés en toises du Pérou.

## Objectifs et organisation de la mission

### Vers une unité de longueur universelle prise dans la nature

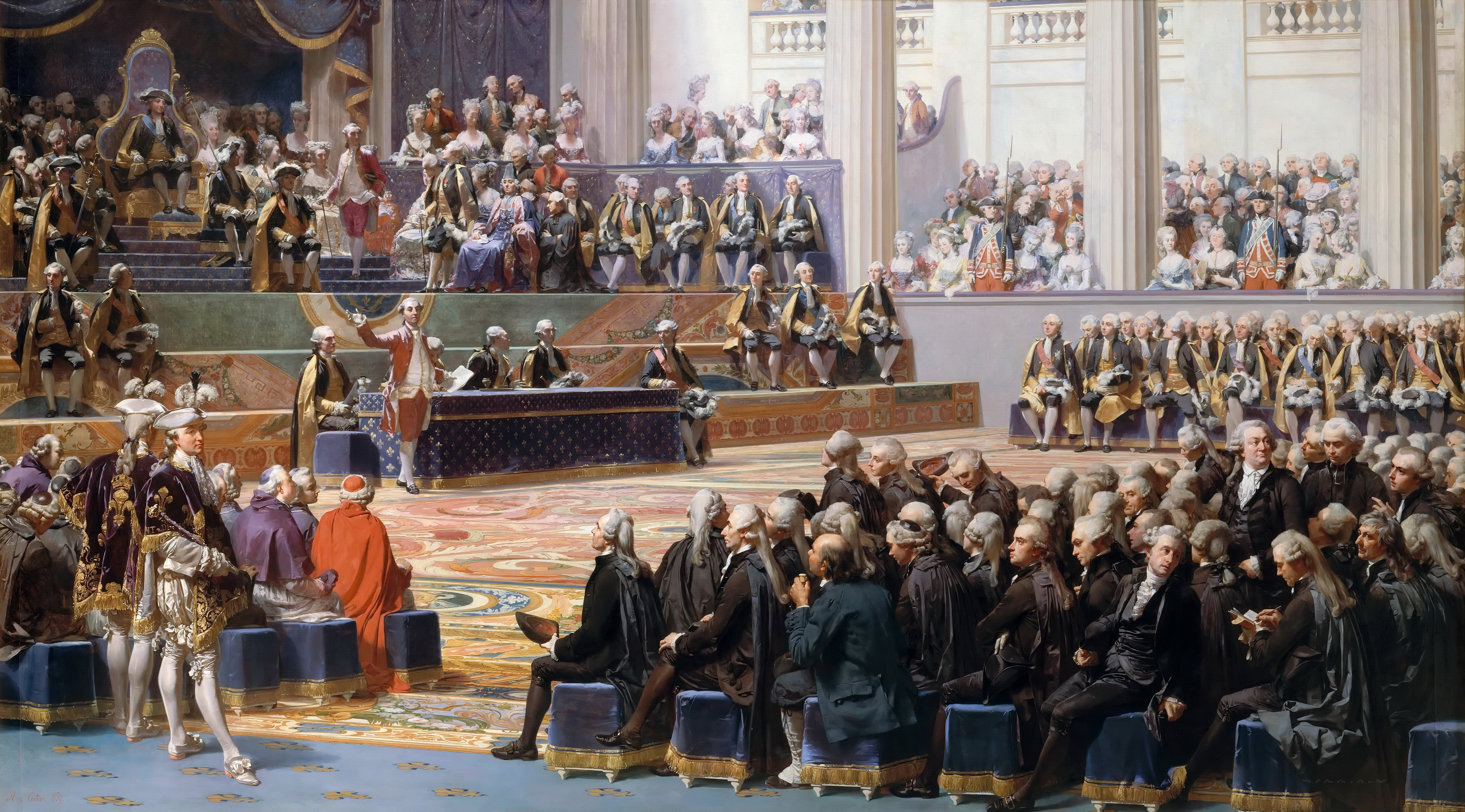
Ouverture des États généraux à Versailles, 5 mai 1789, Auguste Couder, 1839, musée de l'Histoire de France (Versailles).

#### Discours de Talleyrand du 9 mars 1790
Le 8 août 1788, le marasme financier et la dégradation de la situation dans tout le pays amènent Louis XVI à convoquer les états généraux du royaume pour le 1er mai 1789. Des cahiers de doléances sont rédigés en février 1789 dans les assemblées locales chargées d'élire les députés aux États généraux. Parmi ces doléances figurent – entre autres – des remarques relevant de l'unification des mesures, qui couvrent alors les longueurs et les poids qui sont considérés objets d'usage courant pour la population du royaume. Dans ce cadre, Prieur de la Côte d'Or dit à l’Assemblée nationale en février 1790 : « les représentants de la Nation ont brisé les fers qu’avait forgés le despotisme. La féodalité est détruite, le grand œuvre de notre génération est commencé et s’avance de jour en jour. La variété des coutumes, sources immenses d’abus, sera désormais remplacée dans toute la France par l’uniformité la plus exacte dans les lois d’administration de la justice. Avec un ordre si beau, laissera-t-on subsister l’ancien chaos dû à la diversité de nos mesures ? ».
Talleyrand, évêque d'Autun, élu député en 1789, rebondit sur les propos de Prieur de la Côte d'Or et présente à l'Assemblée nationale constituante, le 9 mars 1790, sous forme imprimée, un projet d'un système de poids et mesures basé sur un étalon.  

« ... il faut, pour que la solution du problème soit parfaite, que cette réduction se rapporte à un modèle invariable pris dans la nature afin que toutes les nations puissent y recourir dans le cas où les étalons qu’elles auraient adoptés, viendraient à se perdre ou à s’altérer. »

Selon lui deux méthodes sont possibles pour définir celui-ci : 
- « la soixante millième partie de la  longueur du méridien coupé en deux parties égales par le quarante-cinquième parallèle »,
- « la longueur du pendule simple à seconde par la latitude de 45 degrés ».

Les autres unités de longueur, ainsi que celles de volume seraient ensuite déduite de cette unité de base par des rapports fixes, l’unité de poids étant, elle, dérivée du procédé défini par Lavoisier, à savoir par la pesée d’un volume d’eau,,. Le discours de Talleyrand comprend des passages quelque peu enflammés qui pourraient être de lui. Mais les parties plus scientifiques seraient le fait de Nicolas de Condorcet, alors secrétaire perpétuel de l'Académie des sciences, ou de De La Lande, qui commençait à être bien connu dans différents milieux.

#### Premiers décrets (8 mai 1790)
Deux décrets sont adoptés par l’Assemblée nationale le 8 mai 1790 (sanctionnés par le roi le 22 août) : le premier demande à l'Académie des Sciences de « déterminer l’échelle de division la plus convenable pour les poids et mesures et pour les monnaies ». Condorcet, dès le 19 mai, met sur pied une commission, comprenant, outre lui-même, Borda, Coulomb, de Lagrange, Laplace, Lavoisier et Tillet. La commission rend son rapport en octobre : elle recommande la division décimale, tant pour les poids et mesures que pour les monnaies.
Le deuxième décret précise la méthode et demande au roi le concours de l'Angleterre et notamment de la Société royale de Londres pour la fixation des unités naturelles de mesure et de poids. Le décret prévoit également que, six mois après, « les anciennes mesures seraient abolies et remplacées par les nouvelles». Cependant, dès le 27 octobre 1790, la commission de Condorcet, présente un rapport qui tranche la question et assujettit la monnaie à l’échelle décimale.

#### Choix d'une unité basée sur une fraction de la méridienne (mars 1791)
L'Académie des sciences met sur pied une nouvelle commission, avec Borda, Lagrange, Monge, Condorcet et Laplace, pour fixer la base de l’unité de mesures. Mais, peut-être par défiance des savants par rapport aux politiques, la commission ne respecte pas les termes du décret et étudie non pas deux mais trois possibilités :
- la longueur du pendule battant la seconde à la latitude de 45°,
- une fraction du quart du cercle équatorial,
- une fraction du quart du méridien terrestre.

Le 19 mars 1791, Condorcet présente le rapport final « sur le choix d’une unité de mesure » à l'Académie plénière. Contrairement au décret de 1790, l'idée d'utiliser le pendule est abandonnée, du fait des inconnues concernant la variation de la valeur de la gravitation terrestre mais aussi parce que cette méthode fait intervenir une autre mesure, le temps, et n’aurait donc pas été une mesure « absolue » comme le serait l'utilisation de la longueur d’un arc de la terre,. Elle propose que l’unité de longueur soit égale à la dix millionième partie du quart du méridien terrestre et suggère que l’on mesure, non pas un quart complet de méridien, mais l’arc de neuf degrés et demi entre Dunkerque et Montjuich (Barcelone), qui se trouvent exactement de part et d’autre du 45° parallèle et dont les extrémités sont au niveau de la mer,. À ce moment-là, les relations entre la France révolutionnaire et l'Espagne royaliste sont encore normales.
Dans un rapport du 11 juillet 1792, la commission précise la nomenclature :

« La diviſion décimale étant convenue, il  falloit fixer l'unité de meſure univerſelle & lui  donner un nom, ainſi qu'à ſes multiples & sous-multiples décimaux. Nous avons cru devoir prendre pour unité de meſure, la décimale du  quart du méridien, qui doit devenir la plus uſuelle, & cette décimale nous a paru être ſa dix-millionième partie qui étant de 3 pieds & quelques lignes , remplacera l'aulne & la toiſe. Nous l'avons donc choiſie pour unité de meſure & nous l'avons nommée mètre. »

Le mot mètre est ainsi utilisé pour la première fois dans un rapport pour désigner la nouvelle mesure, mais un certain Auguste-Savinien Leblond, l'aurait prononcé lors d'une communication « Sur la fixation d'une mesure et d'un poids » à l'Académie le 12 mai 1790 où il écrit : « Que celui-ci, que cette mesure fixe, universelle, fondamentale, reçoive le nom si expressif, je dirois presque si françois, de mètre. »,.
Pour les grandes distances, la commission propose de retenir le millaire, pour mille mètres et qui est la minute décimale du quart du méridien.

### Organisation de la mission
Les travaux à exécuter sont distribués au sein de cinq commissions d’exécution dont la composition et, également, la tâche des uns et des autres, vont évoluer au fil du temps, : 
- Mesure de la méridienne définie par l'arc de méridien joignant Dunkerque à Barcelone (triangulation et latitudes) : Jean-Dominique Cassini, dit Cassini IV, le mathématicien Legendre et l'astronome Pierre Méchain. Les deux premiers déclarent rapidement forfait[Note 7] et Jean-Baptiste Joseph Delambre, jeune astronome, est désigné pour les remplacer.
- Bases : Gaspard Monge et Jean-Baptiste Meusnier. Le général Meunier meurt en fait le 13 juin 1793 dans les rangs de l’armée du Rhin, au cours du siège de Mayence[B 1].
- Longueur du pendule : Jean-Charles de Borda et Charles-Augustin Coulomb. Cassini quitte la commission de la mesure de la méridienne et rejoint celle de la longueur du pendule ;
- Poids du décimètre cube d’eau : Antoine Lavoisier et René Just Haüy. Ils sont chargés de déterminer le poids d'un volume connu d'eau, pour en conclure l'étalon de poids. Leurs travaux sont presque terminés en 1793, car alors il leur reste seulement « à déterminer les variations de volume et de pesanteur qu'éprouve l'eau suivant les différents degrés de température ». Mais, après la mort de Lavoisier, guillotiné le 8 mai 1794, on a, semble-t-il, perdu de vue les travaux qu'il avait déjà faits avec Haüy, et les déterminations définitives furent demandées à Louis Lefèvre-Gineau, aidé quelque temps par Giovanni Fabbroni.
- Comparaison de ces mesures de Paris avec celles de provinces : Mathieu Tillet, Mathurin Jacques Brisson, Alexandre-Théophile Vandermonde. Le 13 décembre 1791, la cinquième Commission perd Tillet,  qui est remplacé par Claude-Louis Berthollet. Il n'est rien resté des travaux de cette commission, à moins que l'on ne considère comme tel l'ouvrage publié par Brisson en l'an VII, sous le titre d'Instruction sur les nouveaux poids et mesures[B 2].

Ces commissaires sont reçus par Louis XVI le 19 juin 1791, la veille même de la fuite de Varennes. Avec une tranquillité et un sang-froid surprenants, à la veille d'un projet si hasardeux, le roi s'entretient avec les commissaires, rangés en cercle autour de lui, dans son cabinet, parlant à chacun de la partie du travail dont il est chargé. « Comment, dit-il à Cassini, vous allez recommencer encore la mesure du méridien, que votre père et votre aïeul ont déjà faite avant vous; est-ce que vous croyez le
faire mieux qu'eux? » — « Sire, répond Cassini, je ne me flatterais certainement pas de mieux faire, si je n'avais sur eux un
grand avantage. Les instruments dont mon père et mon aïeul se sont servis ne donnaient la mesure des angles qu'à quinze secondes
près; M. le chevalier de Borda, que voici, en a inventé un qui me donnera cette mesure des angles à la précision d'une seconde; ce sera là tout mon mérite. ».

## Déroulé de la mission

### Méthodes et instruments

#### Triangulation
La méridienne s’étend de Dunkerque à Barcelone, selon une suite de 115 triangles principaux. Elle est appuyée sur deux bases, l’une située entre Lieusaint et Melun, l’autre dans la région de Perpignan. Chacune d’elles mesure environ 12 kilomètres. La base de Perpignan, par exemple, court du pôle boréal situé au nord de Perpignan au pôle austral situé à Salses-le-Château.  Chacune de ces extrémités est matérialisée par un socle surmonté d’une petite pyramide (fin XIXe siècle). La mesure de cette base a donné une longueur de 6006 t 247848, portée à 6006 t 25. En prenant la valeur de 1,949 036 6 m pour la toise, cette distance s’élève donc à 11 706,40 mètres.
Cinq stations astronomiques principales la segmentent, Dunkerque, Paris-Panthéon, Evaux (au sud de Montluçon), Carcassonne, Montjuich (Barcelone). Sauf en Sologne, pays géodésiquement difficile parce que très plat et très boisé, les triangles sont bien conformés, c’est-à-dire qu’aucun d’eux n’admet d’angle trop aigu, néfaste pour la précision d’ensemble.

#### Instruments

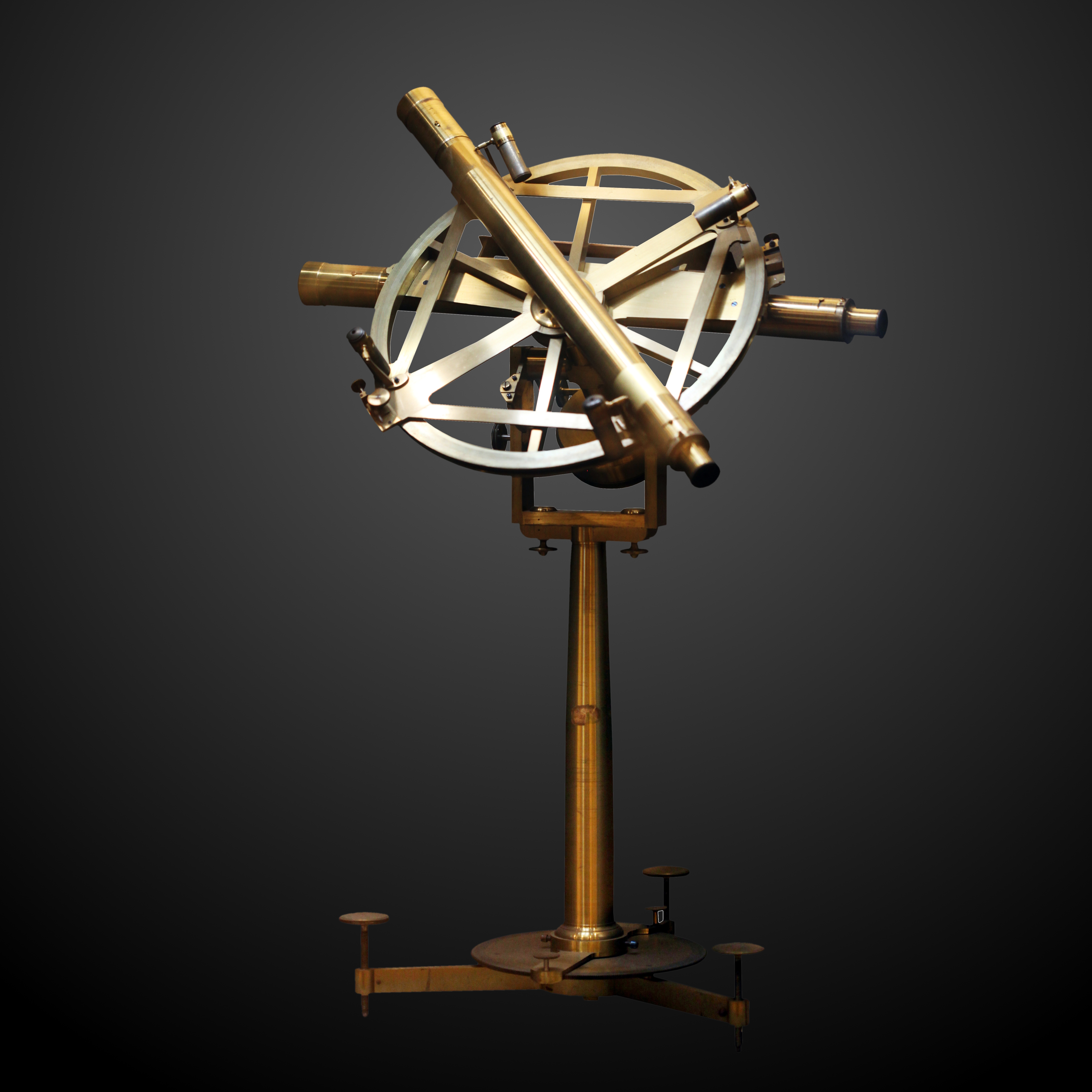
Cercle répétiteur dont la particularité est d'avoir deux lunettes, d'Étienne Lenoir, le constructeur, 1805. Exposé au Musée des arts et métiers.

En mai 1792, quatre cercles répétiteurs ont pu être fabriqués par Étienne Lenoir pour les observations géodésiques et astronomiques, ainsi que divers instruments pour les autres opérations. Ainsi, pour leurs mesures de géodésie astronomiques, Delambre et Méchain disposent chacun de deux cercles dits de Borda–Lenoir, dont le premier avait tiré l'idée du cercle entier de Tobias Mayer et que le second avait eu beaucoup de mal à réaliser ; mais ce sera un beau succès puisque, dans les années 1930, le Service géographique de l'armée (SGA) l'employait encore,.
Ken Alder, historien des sciences américain, décrit le fonctionnement de ces cercles répétiteurs dans son ouvrage « Mesurer le monde » qui relate l'épopée des deux savants : « Le principe ingénieux qui était à l’origine du cercle de réflexion permettait au géodésien d’effectuer des lectures multiples d’un même angle sans avoir à revenir au zéro. Cette répétition garantissait la suppression de toutes les erreurs liées à une mauvaise perception de l’observateur ou à d’éventuels défauts dans la fabrication du limbe. Le cercle répétiteur était muni de deux lunettes croisées sur des anneaux de cuivre qui glissaient séparément sur le limbe. Pour mesurer la distance angulaire entre deux points de la surface du globe, géodésien devait faire coïncider le plan du cercle le plan défini par ces deux points. Ensuite, il mettait lunette supérieure au zéro, en visant la station de droite et en resserrant les vis qui maintenaient l'anneau en place. Puis il passait à la lunette inférieure et s’en servait pour viser la station de gauche, en serrant également la vis de l’anneau correspondant. A ce stade, notre géodesien pouvait se contenter de lire sur le limbe le résultat de la mesure de l’angle entre les deux stations et en rester là. Ce qu’il faisait alors était tout à fait paradoxal : il revenait directement à la lunette inférieure et la tournait dans la direction opposée, dans le sens des aiguilles d’une montre cette fois, en déplaçant les deux anneaux et les deux lunettes ensemble jusqu’à ce qu’il eût visé la station de droite. Ce faisant, il avait nécessairement donné à la lunette supérieure un mouvement de rotation identique, dans le même sens. Alors, il relâchait l’anneau de la lunette supérieure et le faisait tourner seul, dans le sens inverse des aiguilles d’une montre, jusqu’à ce qu’il eût visé la station de gauche. En fin de compte, la lunette supérieure avait balayé deux fois l’angle qu’il souhaitait mesurer. En répétant l’opération, il pouvait ajouter un autre doublé, et ainsi de suite. Pour obtenir dix autres doublés, il fallait compter seulement quinze minutes lorsque les stations étaient faciles à observer, sinon cela pouvait prendre toute une journée. A la fin, il relevait la dernière mesure sur le limbe et la divisait par le nombre de doublés. La supériorité du cercle répétiteur résidait dans le cumul des lectures, qui permettait de diviser l'erreur de manière de plus en plus fine. »

Illustrations d'un roman de Jules Verne montrant les deux positions du cercle répétiteur
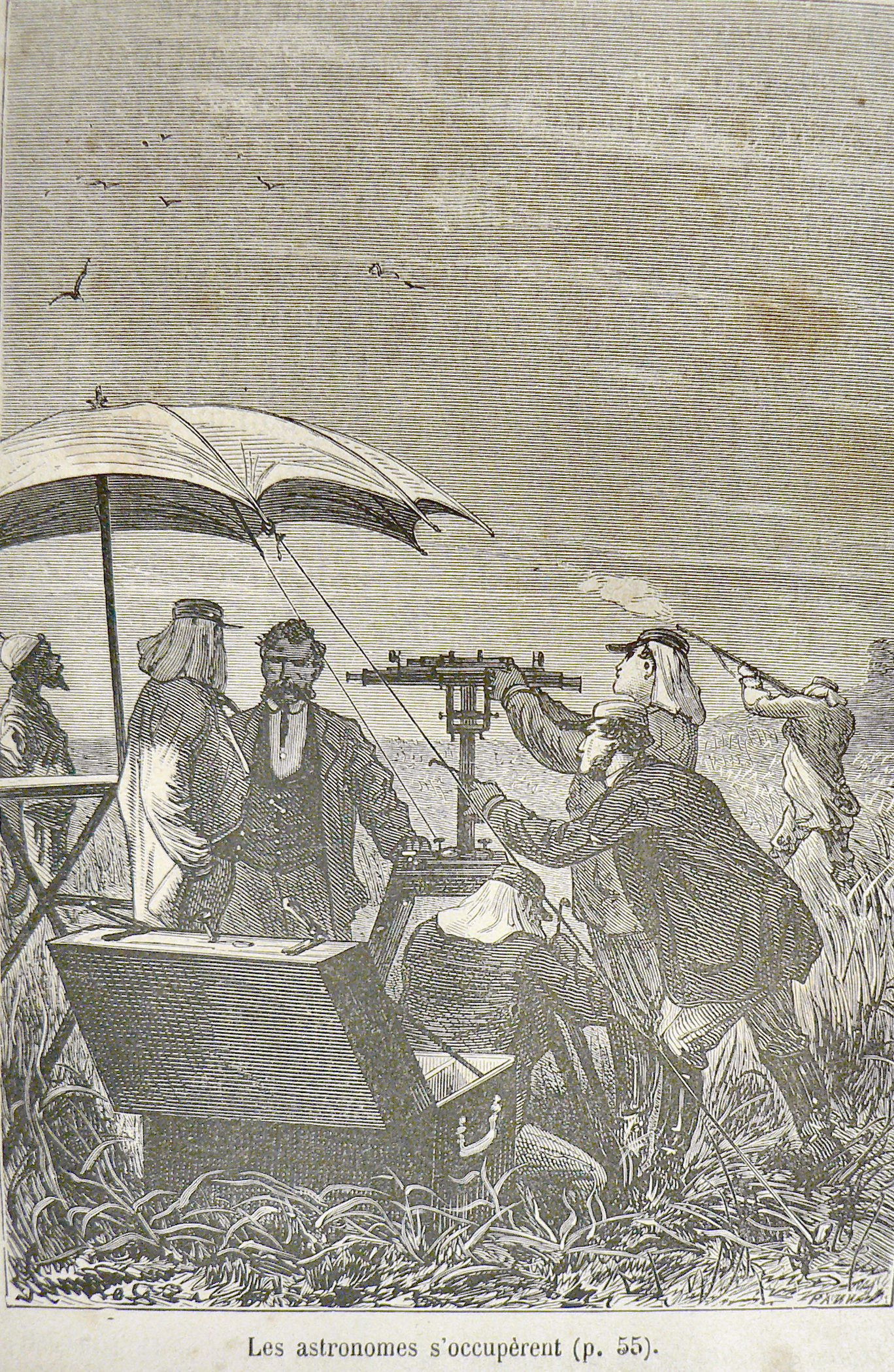
Relevé de triangulation au cercle en position azimutale.
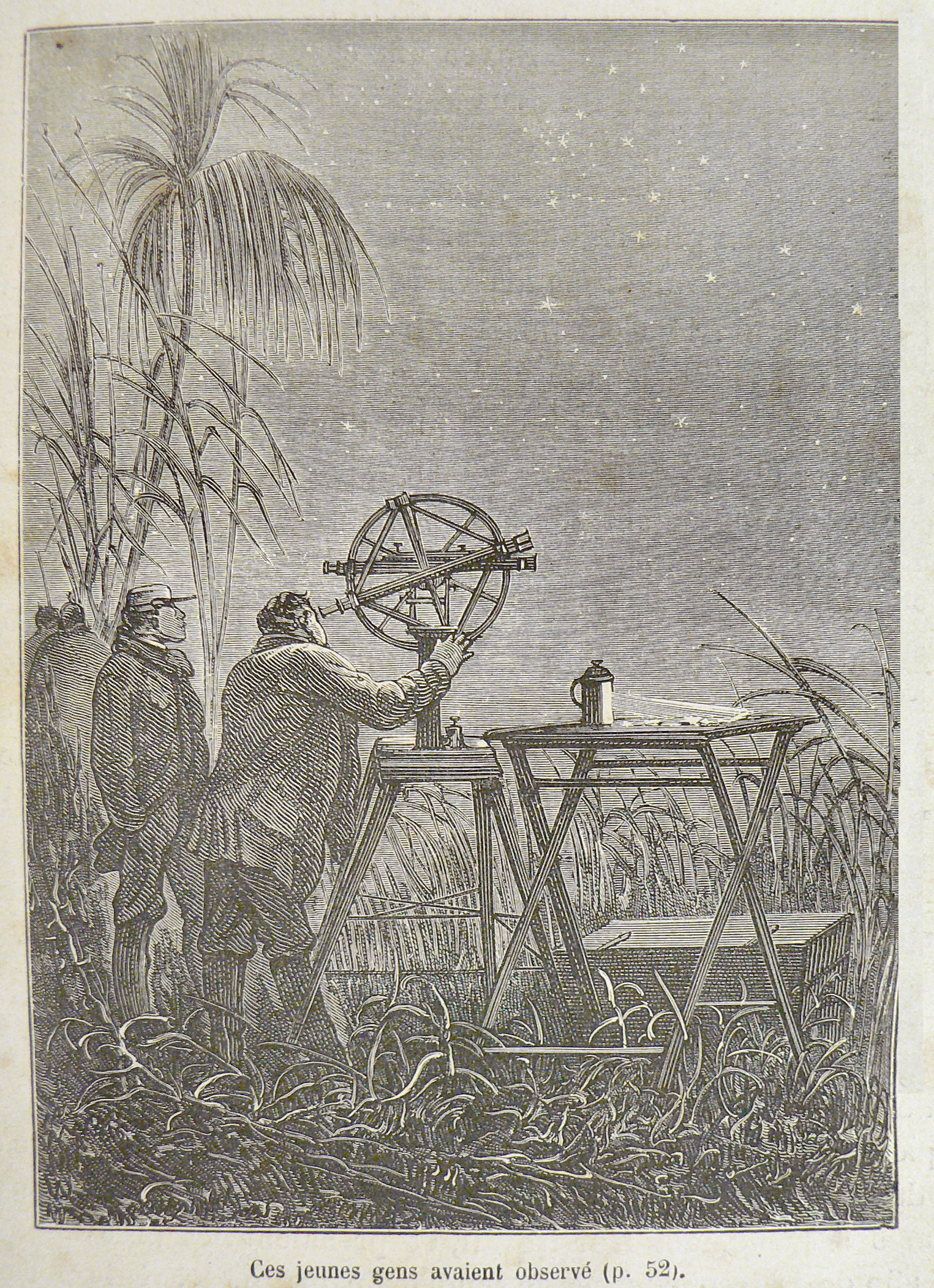
Mesure de hauteur zénithale au cercle en position verticale.

Les règles utilisées pour mesurer les bases ont, telles que décrites par Joseph Delambre lui-même, deux toises de longueur, six lignes de largeur et une ligne d’épaisseur. Elles sont bimétalliques à savoir qu’elles sont composées d’une règle inférieure en platine et d’une supérieure, plus courte de six pouces, en cuivre. Elles sont équipées d’un vernier et d’un thermomètre métallique tous deux munis d’un microscope, précisément pour mesurer les variations dues à la dilatation liée à la température. La façon de procéder de l'équipe de Delambre était toujours la même : « Bellet posait les règles, Tranchot vérifiait l’alignement et le niveau, Delambre lisait la température et chacun consignait ses résultats dans son propre registre. Il y avait un registre supplémentaire, tenu par un grand jeune homme de dix-sept ans aux yeux gris, Achille César Charles de Pommard, le fils de la compagne de Delambre. Lorsque la quatrième règle était installée, on déplaçait la première pour la mettre bout à bout, et l’équipe recommençait. Il fallut toute la première journée pour mesurer cinq cent vingt-huit pieds. Le soir, les trois hommes marquèrent le point où ils étaient arrivés en enfonçant un piquet recouvert de plomb dans un trou fait dans la route, et en marquant l’extrémité de la quatrième règle avec un fil à plomb. Puis ils couvrirent le trou avec de lourdes planches, afin de protéger le marqueur du passage des voitures. Il leur fallut quarante et un jours de travail pour arpenter les cinq mille quatre cents toises de la base.

### Partie nord de la méridienne (Delambre)

#### Projet et équipe de Delambre

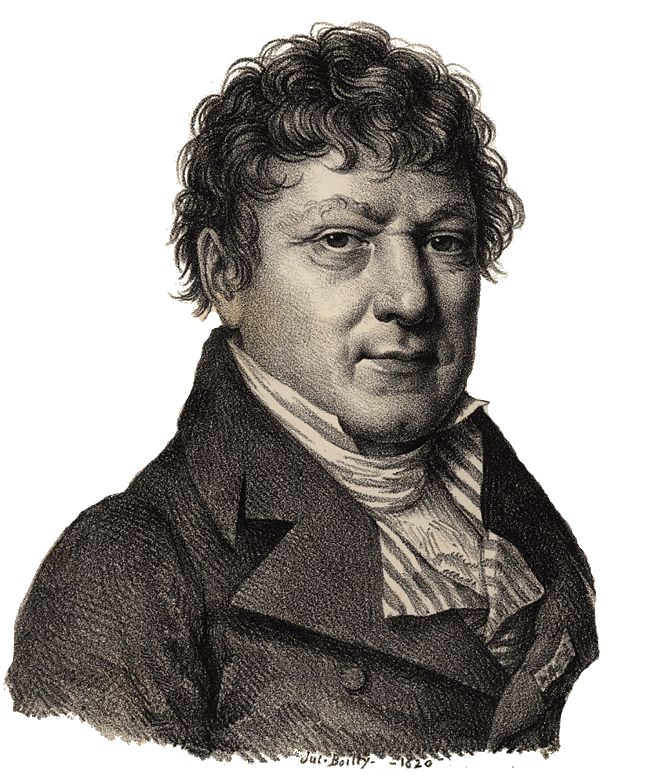
Jean-Baptiste Delambre par Julien Leopold Boilly (1820)

Delambre est chargé de la partie nord de la méridienne comprise entre Dunkerque et Rodez, embrassant 380 000 toises, tandis que Méchain devait mesurer les 170 000 toises restantes, entre Rodez et Barcelone : la raison de cette répartition inégale est due au fait que la partie française avait déjà été mesurée deux fois, tandis que rien encore n'avait été fait dans la partie espagnole.
Les collaborateurs de Delambre sont : Lefrancois-Lalande, depuis l'origine jusqu'au 15 juillet 1793, Duprat, qui remplaçe Lalande pendant quelque temps; (d'abord professeur de Mathématiques, il s'établit ensuite comme libraire) et Bellet ingénieur en instruments de mathématiques, chargé de l'entretien et la réparation des instruments.

#### Section Paris-Orléans (1792-1793)
Pour faciliter les travaux de Méchain et Delambre, une proclamation du roi est envoyée aux départements que ces astronomes pouvaient avoir à traverser dans laquelle le roi qui 

« recommande à tous les corps administratifs et aux municipalités, dans le ressort desquels lesdits Commissaires et les coopérateurs par eux désignés seront dans le cas de procéder à leurs opérations ... de faciliter, autant qu'il sera en eux, lesdits sieurs commissaires et leurs coopérateurs, relativement aux observations et expériences qu'ils se proposent de faire dans lesdits lieux, et de leur procurer les moyens d'établir, en tels lieux qu'ils jugeront nécessaire des signaux, des mâts, des réverbères et des échafauds, même sur le faîte et à l'extérieur des clochers, tours et châteaux, à la charge par eux, en cas de quelque dommage, de faire remettre à leurs frais les choses et lieux en leur premier état »

.
Aussitôt en possession de l’autorisation du roi, Delambre part en reconnaissance le 24 juin 1792 dans les environs de Paris. Il avait décidé de réutiliser les stations adoptées par Cassini lors de la Méridienne vérifiée de 1740, d’améliorer l’exactitude des mesures grâce aux nouveaux instruments dont il disposait et de boucler sa mission pour la fin de l’année, en mettant au service de la géodésie la même précision absolue dont il avait tout récemment fait preuve en astrométrie. En retournant sur les lieux des stations utilisées par Cassini lors de la Méridienne vérifiée, en 1740, Delambre espére faire l’impasse sur l’une des étapes les plus pénibles de la triangulation, à savoir le repérage de stations exploitables. Mais dès les premières observations, il s'aperçoit que, horrmis le clocher gothique de Brie-Comte-Robert, la plupart des édifices ou signaux avaient disparu. Il doit se résoudre à définir de nouveaux points à viser. La flèche du clocher de Montmartre n'existant plus, il choisit le dôme des Invalides. A Montjay, (15-25 août 1792), Les habitants de Montjay et des paroisses voisines se coalisent pour s'opposer au projet, ce qui contraint Delambre à changer une nouvelle fois de station.
Le 4 septembre 1792, alors qu'il est installé avec ses instruments en haut d'une tour du château de Belle-Assise à Essonnes et qu'il s'apprête à mesurer l’angle horizontal qui sépare les différents sites visibles de la triangulation avec une précision inconnue jusqu’alors (le dôme plombé du tout nouveau Panthéon, l’église gothique de Brie-Comte-Robert, le clocher de la collégiale de Dammartin et la tour médiévale de Montjay), ses ennuis commencent. Un détachement de gardes nationaux se présente, dans le cadre d'une autorision donnée par le conseil municipal de la ville afin de procéder à une perquisition de tous les châteaux des environs, suite à des rumeurs de trahison, les quatre scientifiques de Belle-Assise étant soupçonnés d’être des espions à la solde des Prussiens, chargés de scruter la vallée du côté de l’avance prussienne. Delambre présente son passeport sur lequel il est écrit « chargé par l’Assemblée Nationale de s’occuper, avec monsieur Méchain, de la mesure géométrique de l’arc de méridien, depuis Dunkerque jusqu’à Barcelone ». un des membres de l'escouade affirme que les passeports sont périmés - ou plus exactement que l’autorité politique qui les avait délivrés était elle-même passée de date. Au cours des quatre mois qui avaient suivi la délivrance de ces papiers, le peuple s’était soulevé, Louis XVI avait été destitué et la France était devenue une république. Delambre a alors le malheur d'invoquer l'Académie. « Il n’y a plus de Cadémie, interrompit, l’un des sans-culottes, plus de Cadémie. Tout le monde est égal. Vous viendrez avec nous ». Delambre sait que c'est faux et que l'Académie existe encore car il a été en contact avec Lavoisier une semaine avant qui le lui a confirmé. Mais il doit suivre la troupe à travers champs jusqu'à Lagny où ils sont consignés à l'hôtellerie de l'Ours. Delambre note dans son registre : « [C]onsignés à l’hôtellerie de l’Ours, avec deux sentinelles gardant les issues. Le 4 septembre 1792, l’an II de la liberté et la première [année] de l'égalité. ».
Le 6 septembre 1792, Delambre et son équipe ont à nouveau du mal à expliquer à Saint-Denis devant une foule déchainée la nature de leurs travaux. Ils ne doivent leur survie que grâce au procureur-district qui leur impose, pour leur sécurité, de passer la nuit dans l'hôtel de ville. Plus tard, dans la soirée du 7 septembre 1792, l’Assemblée législative adopte un décret qui fait de Delambre et Méchain les envoyés officiels du gouvernement du peuple et qui ordonne aux autorités locales de les aider au cours de leur périple. L’expédition autorisée par le roi est devenue la mission du peuple.
La triangulation du nord de Paris est finalement terminée, non sans mal. Delambre reprend à Chapelle-l'Égalité (ex La Chapelle-la-Reine), les opérations interrompues à la fin de la campagne précédente. Le choix des stations est laborieux. Un grand signal de 64 pieds de haut, plus de 20 mètres, élevé à Châtillon (entre Pithiviers et Orléans) attire à Delambre diverses dénonciations dans les sociétés populaires et parallèlement il reçoit la nouvelle de sa révocation comme membre de la Commission temporaire des Poids et Mesures (-), avec l'ordre de cesser immédiatement ses opérations et remettre les instruments et les registres'. Il poursuit néanmoins, avec l'aval de Prony, jusqu'à Orléans. La campagne de 1793 se trouve ainsi terminée le 5 pluviôse an II (24 janvier 1794).

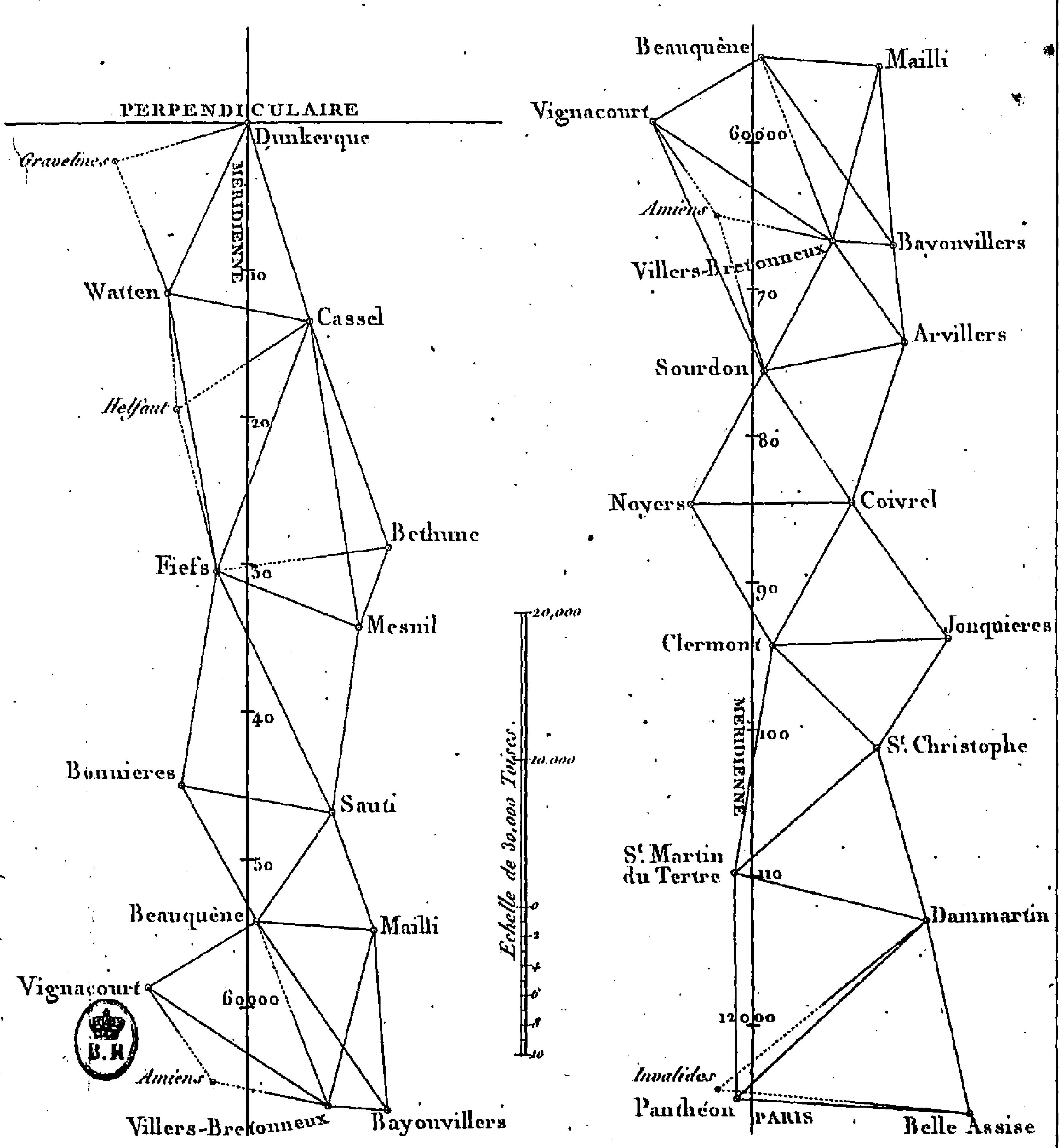
Triangulation Dunkerque-Paris.

#### Section Orléans-Rodez (1795-1797)

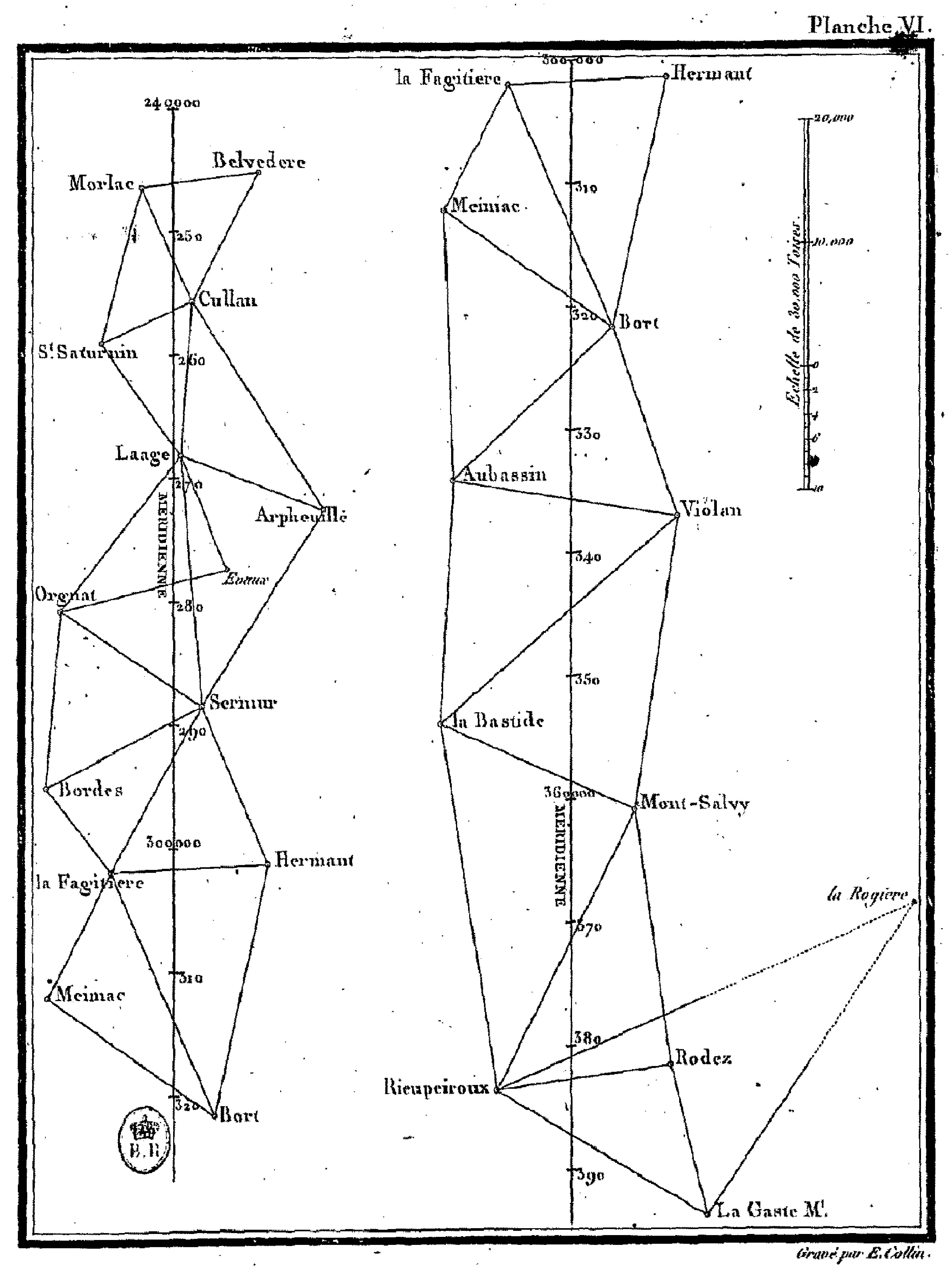
Triangulation Morlac-Rodez.

La triangulation de la section Orléans-Rodez reprend en 1795, sous l'impulsion de Galon et de la loi du 18 germinal an III. Les travaux reprennent le 10 messidor an III (28 juin 1795). Il mesue les angles des stations d'Orléans à Bourges, mais en décembre 1795, il doit à nouveau interrompre ses opérations suite à une épidémie qui sévit à Vouzon. Il se rend alors à Dunkerque pour déterminer la latitude de la ville. Ces observations sont terminées en germinal an IV (avril 1796), puis il redescend à Bourges pour continuer la triangulation.
Evaux se trouve à peu près à égale distance de Dunkerque et de Barcelone et il était convenu entre Delambre et Méchain que sa latitude serait déterminée par le premier qui atteindrait cette région. C'est ce que fit Delambre pendant l'hiver 1796-1797. Il sortit d'Évaux le 12 germinal an V (1er avril 1797), et le 10 prairial (29 mai 1797) il pousse la reconnaissance des stations jusqu'à Rodez. La mesure des angles fut elle-même terminée le 10 fructidor an V (27 août 1797).

### Partie sud de la méridienne (Méchain)

#### Équipe de Méchain

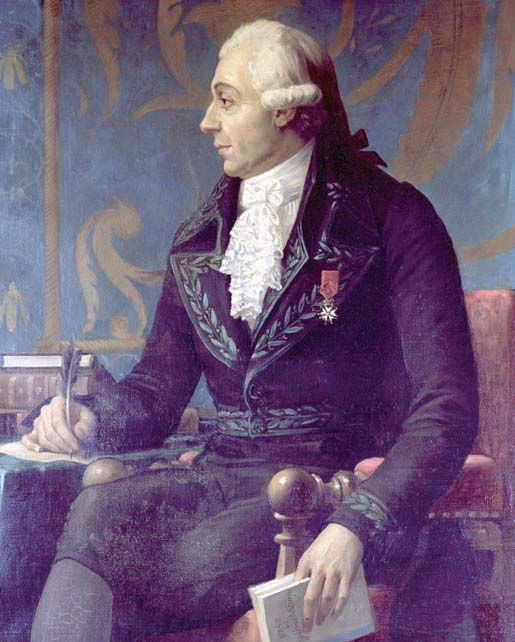
Pierre-François Méchain

Méchain, chargé de mesurer la partie sud de la méridienne, a pour collaborateurs Tranchot, ingénieur cartographe et adjoint, et Esteveny, chargé des instruments. En outre, le gouvernement espagnol autorise Bueno, capitaine du génie, Gonzalez, Planez, lieutenants de vaisseau, et Alvarez, enseigne, à suivre les opérations de la méridienne.

#### Section française (juin-juillet 1792 )
Partie de Paris le 25 juin 1792, l’équipe ne rencontra qu’un seul obstacle au cours de son voyage vers le sud. Le premier jour, elle fut arrêtée près de la ville d'Essonnes, par un barrage semblable à ceux que rencontrait Delambre à chaque coin de rue. La garde nationale prit leurs instruments d’astronomie pour du matériel de guerre ultra-perfectionné et les retint jusqu’à ce qu’elle se fut entretenue avec les administrateurs du pays. Heureusement, à cette époque-là, c’est-à-dire avant la chute de la monarchie, la proclamation du roi avait encore valeur de laissez-passer. Ils peuvent nénamoins continuer leur route jusqu'à Perpignan puis Barcelone,.

#### Section espagnole (juillet-octobre 1792)

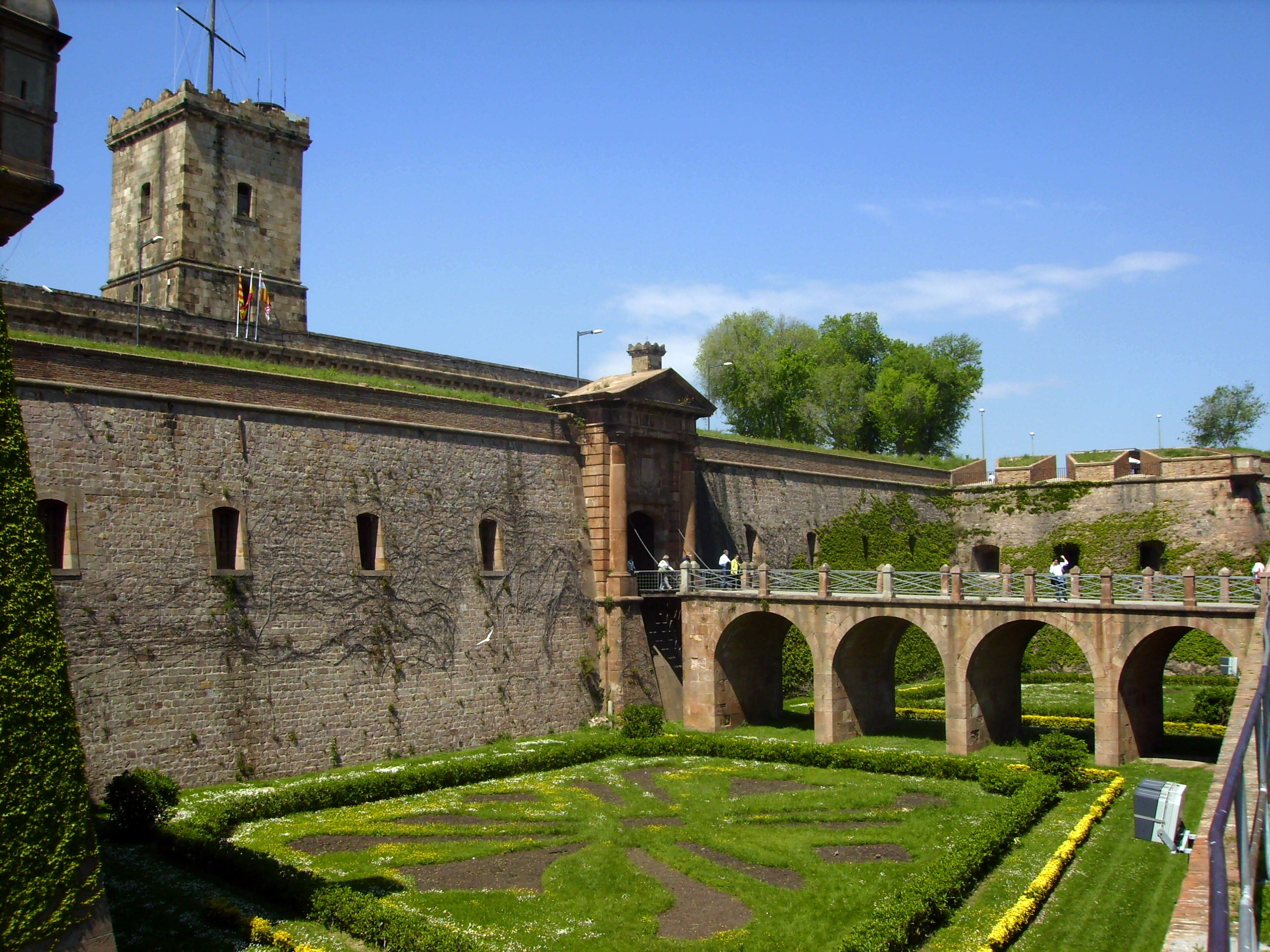
Le château de Montjuïc (Barcelone), extrémité sud de l'arc de méridien.

Dès son arrivée à Barcelone, le 10 juillet 1792, Méchain rencontre les autorités espagnoles et l’équipe de ses collaborateurs scientifiques, dirigée par le lieutenant José Gonzales, capitaine de la frégate Corzo et spécialiste en navigation céleste. D’un commun accord, ils décident de passer le reste du mois à rassembler l’équipement nécessaire à l’expédition, avec en particulier des réserves pour soixante personnes pendant plusieurs mois. Début août, l’équipe se met en route vers le nord, en direction des montagnes. Dans cette première étape de la remontée du méridien, Méchain a pour objectif de repérer une chaîné de stations exploitables entre Barcelone et les hautes montagnes de la frontière, secteur qui n’avait encore jamais fait l’objet de relevés cartographiques. Ensuite, il doit revenir vers le sud et prendre la mesure exacte des angles, avec son cercle répétiteur. A vol d’oiseau, la distance n'est de guère plus d’une trentaine de lieues, mais le relief est escarpé et les routes moyenâgeuses. A dos de mulet, ils viennent à bout d'un énorme ensemble de formations rocheuses cylindriques qui ressemblent à des tuyaux d'orgue et justifie son nom, Montserrat, ou montagne en dents de scie, du haut duquel ils ont une vue panoramique sur toute la vallée et pouvvaient faire leurs mesures.
En septembre, Méchain espère régler rapidement la frontière, mais des événements vont l'en empêcher. La nouvelle du renversement de la monarchie française déclenche en effet des réactions violentes dans le sud du pays, et les répercussions s’en font sentir jusqu’en Espagne. Les Français craignent une invasion par les Espagnols, et les Espagnols ont peur de voir leur pays contaminé par la Révolution. A la frontière, près du pic de Costabonne, des révolutionnaires ont d'ailleurs planté un arbre de la liberté, symbole de la régénérescence par la révolution. Dans ces conditions, la petite équipe franco-espagnole de Méchain ne peut envisager de commencer ses visées à la lunette le long de la frontière, car cela risque d’être perçu comme une provocation. Et ils pourraient y laisser leur vie. Méchain doit donc repartir vers le sud, de station en station, en direction de Barcelone. Cette fois, il va prendre les mesures angulaires définitives à l’aide du cercle répétiteur. Avec une rapidité inattendue, il couvre de triangles tout l'espace compris entre les Pyrénées et Barcelone : la station la plus australe, celle du château de Montjuïc, à une petite distance au sud de Barcelone, est terminée le 29 octobre 1792.

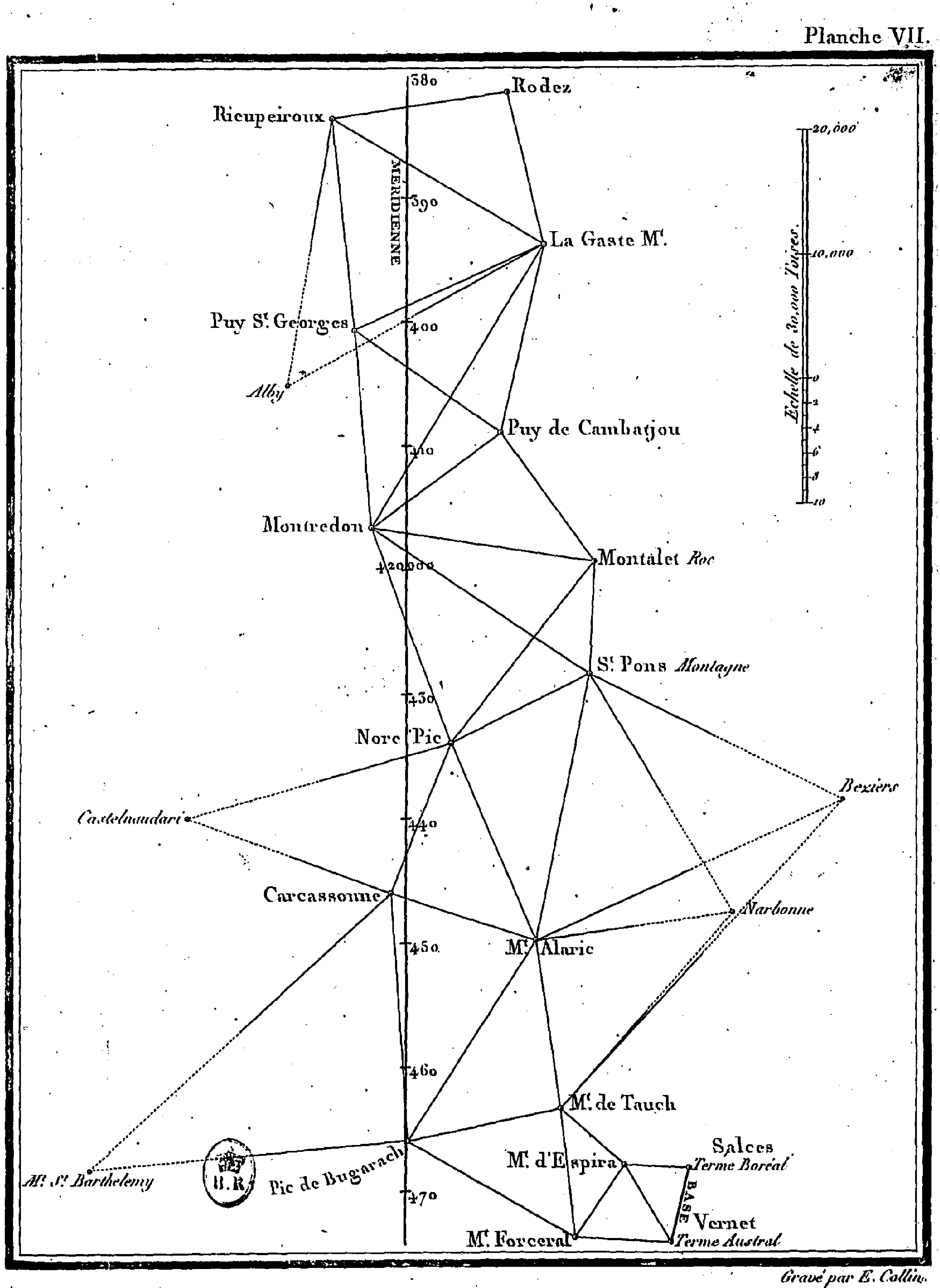
Triangulation Rieupeyroux-Pic de Burgarach.
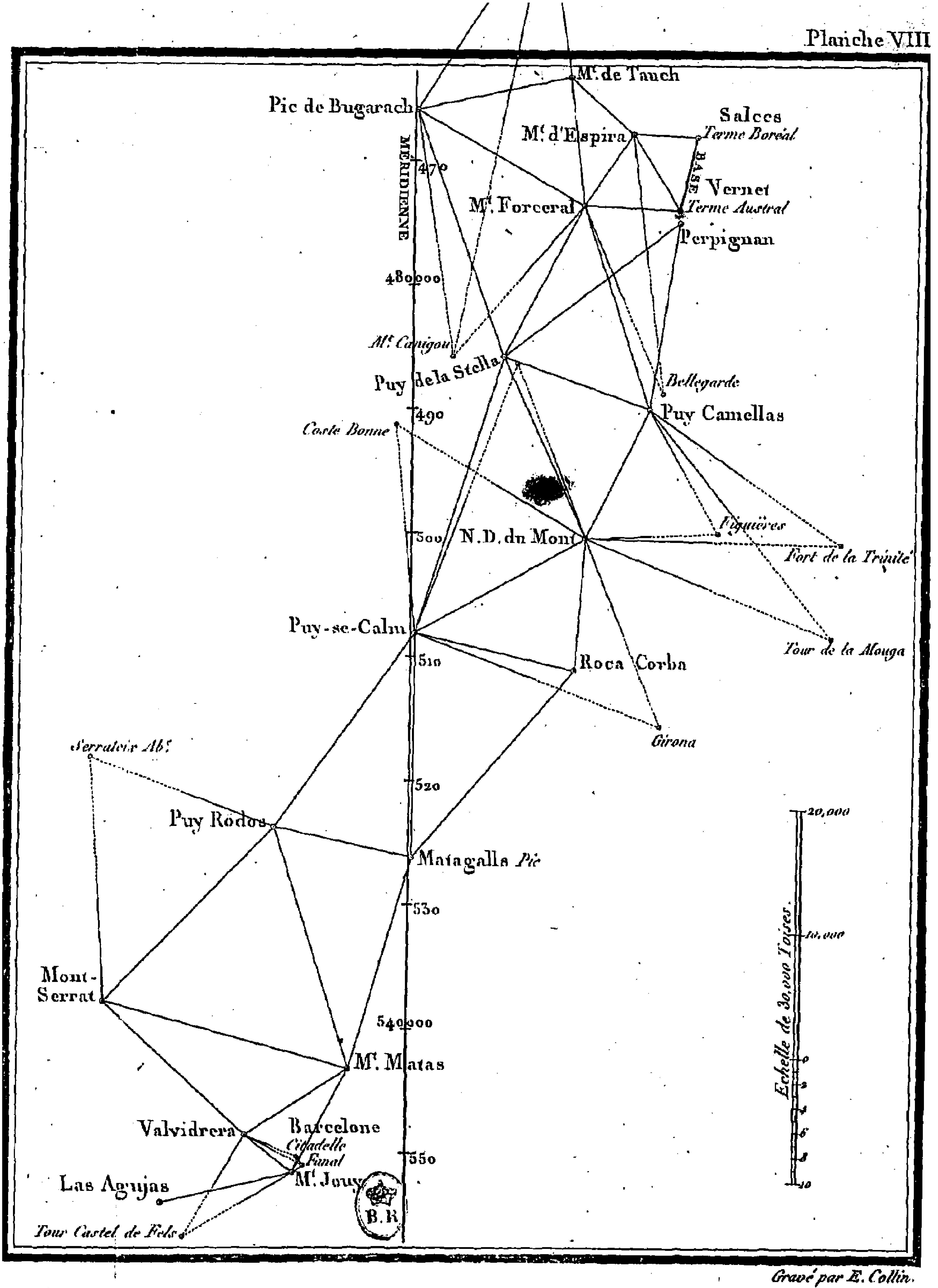
Triangulation Pic de Burgarach-Barcelone.

#### Jonction des sections espagnole et française (1792-1794) - Accident de Méchain
La jonction ne doit durer que quelques semaines et le reste, jusqu'à Rodez, pouvait être fait en quelques mois. Méchain espérait ainsi terminer en moins d'une année. Mais il est alors victime en avril 1793 d'un terrible accident qui manque de peu de lui coûter la vie et dont il ne se remit peut-être jamais complètement. Remis de ses blessures, il se
rapproche des Pyrénées pour souder la triangulation espagnole, déjà terminée, aux triangles français. Mais, à la suite de l'exécution de Louis XVI, l'Espagne s'est rapprochée de la coalition qui faisait la guerre à la France, et la Convention lui déclare la guerre le 7 mars 1793.
Malgré cela, Méchain, également estimé de l'Administration départementale de Perpignan et du général espagnol, obtient les autorisations nécessaires pour circuler sur les frontières pour choisir les stations. Celles de Cameillas et d'Estella sont terminées au commencement de décembre 1793, et, pour que la jonction soit complète, il ne lui reste plus qu'à mesurer les angles à Perpignan, à Forceral et à Bugarach, en territoire français. Mais l'autorité militaire espagnole lui refuse l'autorisation de rentrer en France, alléguant que les connaissances acquises par Méchain et par ses adjoints peuvent être préjudiciables à l'Espagne; toutefois on lui laisse le choix de son lieu de séjour. Méchain choisit Barcelone, se rapprochant ainsi autant que possible du fort de Monjuic, dont l'entrée ne lui est plus permise, et dont il avait déterminé la latitude avec succès.

#### L'erreur de latitude de 3 sec sur Barcelone (1794)
Pour occuper son temps, il décide de recalculer pour confirmation la latitude du château de Montjuïc, l’extrémité sud de la triangulation globale. L’accès de l’édifice lui étant interdit, il décide de travailler à partir de la terrasse de son auberge dont il lui suffit de déterminer avec précision sa latitude. Nul ne sait pourquoi il entreprend de faire ces mesures dont les résultats vont le hanter toute sa vie. Une des raisons est peut-être un souci de perfectionnisme, car, pour calculer la latitude de Montjuïc, il avait mesuré la distance zénithale de six étoiles différentes et si pour 3 de ces étoiles les résultats concordaient parfaitement, pour deux d’entre elles il constatait un écart de 0,3 secondes, ce qui en soit était aussi quasi parfait, mais pour la troisième l’écart était de 4 secondes d’arc. Cela voulait dire que Méchain avait déterminé l’emplacement de la tour de Montjuïc à seulement quatre cents pieds près, ce qui n’était en soi pas dramatique, mais insuffisant pour Méchain.
Pendant toutes les nuits entourant Noël et le jour de l’an il mesura, avec son assistant, les mêmes étoiles. Début mars, il a déterminé la latitude nord de l’auberge, soit 41°22’47,43" par rapport à l'étoile polaire, 41°22’48,38" avec β de la Petite Ourse, et 41°22’44,10" avec ζ de la Grande Ourse mais les observations de ζ de la Grande Ourse produisent des résultats discordants, avec une différence d’environ quatre cents pieds par rapport aux deux autres. Pour en avoir le cœur net, il lui faut à nouveau trianguler entre Montjuic, pour laquelle il obtient un accès exceptionnel d’une journée, et son auberge et comparer les résultats. C’est avec horreur qu’il constate une différence de 3,2 secondes d’arc. Toutefois, il ne fallait pas ramener ces 3,2 secondes aux 500 000 toises de l’arc de méridien qui allait de Dunkerque à Montjuic, ce qui aurait fait une différence négligeable de 0,01 %, mais le ramener à un arc de 884 toises, soit une différence incroyable de 5,4 %. Au lieu d’avoir trouvé une explication qui aurait permis d’en finir avec une anomalie concernant ses résultats de Montjuïc seulement, Méchain se retrouve confronté à une anomalie dont les proportions sont terrifiantes.
Delambre a écrit dans une note qu’il avait choisi une des deux versions des données de Méchain mais qu’il n’en informerait pas le public, celui-ci n'ayant pas besoin de le savoir.
Parallèlement, à mesure que l’armée révolutionnaire pénètre plus avant en Catalogne, le climat politique se dégrade et rien ne semble désormais faire obstacle au départ des astronomes français. Il n’a parlé à personne de son erreur, pas même à Tranchot, son assistant. Il était libre de partir, mais allait-il oser laisser son erreur derrière lui ? Mais il ne peut pas non plus rester dans un pays étranger—et ennemi — alors son travail y est terminé. il prend la funeste résolution de cacher celles de Barcelone, qui ne lui ont pas été demandées, assumant ainsi une responsabilité énorme, puisque par là il pouvait vicier à sa base toute l'opération et donc l’évaluation du mètre proprement dit. Ce secret va le miner jusqu'à sa mort. Il opte pour un départ vers l’Italie,.

#### Bouclage final (1794-1798)
Il atteint Gênes à la fin de septembre 1794. Le triste sort de Bailly, de Saron, de Lavoisier lui fait hésiter à rentrer à Paris et il reste à Gênes, d'où il s'embarque
enfin pour Marseille en 1795. Il reprend ses travaux mais rencontre de nouvelles difficultés, mais arrive finalement à boucler la base sud  aux triangles principaux pendant l'hiver 1795-1796. Il reste inactif pendant un an et demi et termine ses triangles en septembre 1798.
Méchain et Delambre arrivent à la fin de novembre 1798 à Paris, que Méchain n'avait pas revu depuis juin 1792, et où attendaient depuis deux mois les savants étrangers, convoqués pour examiner et approuver tout le travail.
Delambre est nommé au poste de directeur de l'Observatoire de Paris, alors placé sous la responsabilité du Bureau des longitudes. 

## De la méridienne au mètre étalon

### Naissance du système métrique, basé sur les mesures de Delambre et Méchain

#### 1er août 1793: adoption par la Convention nationale du «nouveau système des poids et mesures»
Le 3 avril 1792, juste avant la déclaration de guerre au roi de Bohème et de Hongrie le 20 avril 1792, puis à la Prusse et l’Autriche en juillet 1792, Rolland de la Platière, ministre de l’intérieur, demande à l’Assemblée législative de décréter d’urgence un moyen provisoire pour mettre fin à la diversité des poids et mesures.
En novembre, la Convention renouvelle cette demande : Borda rend compte des travaux des cinq commissions nommées en 1791. Optimiste, il espère que tout sera prêt en 1794. Nicolas Fortin, le génial mécanicien qui, avec Lenoir, fabrique la plupart des appareils de mesure utilisés pour l'établissement du système métrique, vient de livrer le matériel nécessaire à Lavoisier et Haüy : ils terminent la détermination de la valeur de l’unité de poids. Méchain et Delambre viennent seulement de commencer leur mission.
En décembre 1792, le Comité des assignats et des monnaies demande si l’unité de longueur peut être fixée provisoirement et comment s’appellerait l’unité de poids et de longueur. En janvier 1793, Borda, Condorcet, Lagrange et Laplace répondent que l’unité de longueur pourrait être déterminée provisoirement d’après la mesure de la méridienne de France effectuée par Cassini II et La Caille en 1740 entre Dunkerque et Collioure. Cette unité serait appelée mètre, subdivisée décimalement en décimètre, centimètre et millimètre ; l’unité de poids serait le grave, masse d’un décimètre cube d'eau distillée, subdivisé en décigrave, centigrave et milligrave. Ces conclusions sont reprises dans un rapport de l’Académie des Sciences remis fin mai au Comité d’instruction publique de la Convention.
Cependant la Convention nationale, « convaincue que l’uniformité des poids et mesures est un des plus grands bienfaits qu’elle puisse offrir aux citoyens français », adopte, par le décret du 1er août 1793, les conclusions de l’Académie. « Le nouveau système des poids et mesures, fondé sur la mesure du méridien et la division décimale, servira uniformément dans toute la République » (article 1er). Le tableau annexé au décret spécifie les nouvelles unités et leur valeur :
- l’unité de longueur, la dix millionième partie du quart du méridien terrestre, est le mètre, valant 3 pieds et 11,44 lignes de Paris. Une longueur de 1 000 mètres est un miliaire, et le mètre se divise en décimètre, centimètre et millimètre ;
- l’unité de mesure des surfaces est l'are, carré de 100 mètres de côté (à savoir l'actuel hectare), se divisant en déciare et centiare ;
- l’unité de mesure des volumes est le pinte (et non la pinte), volume d’un cube d’un décimètre de côté. Un mètre cubique est un cade, divisé en décicade et centicade ;
- l’unité de mesure des poids est le grave, qui vaut 2 livres 5 gros et 49 grains, soit 18 841 grains du marc de la pile de Charlemagne; il se divise en décigrave, centigrave, gravet (millième de grave). Du côté des gros poids, 1000 graves, le poids d’un mètre cube d’eau, font un bar, divisé en décibar et centibar.

#### 18 germinal an III (7 avril 1795): loi organique constitutive du système métrique décimal en France
Le 11 ventôse an III (1er mars 1795), Prieur de la Côte d'Or présente à la Convention un « Rapport sur la nécessité et les moyens d’introduire dans toute la République les nouveaux poids et mesures précédemment décrétés ». Il propose de modifier la nomenclature de 1793 et constate l’échec du décret du 24 novembre 1793 prescrivant la division décimale du jour, et le 18 germinal an III (7 avril 1795) est voté le « décret relatif au poids et mesures », en fait, une loi organique généralement considérée comme la loi constitutive du système métrique décimal en France.

L’article 5 définit les grandeurs fondamentales : 

« On appellera : Mètre, la mesure de longueur égale à la dix-millionième partie de l’arc du méridien terrestre compris entre le pôle boréal et l’équateur. Are, la mesure de superficie, pour les terrains, égale à un carré de dix mètres de côtés. Stère, la mesure destinée particulièrement aux bois de chauffage, et qui sera égale au mètre cube. Litre, la mesure de capacité, tant pour les liquides que pour les matières sèches; dont la contenance sera celle du cube de la dixième partie du mètre. Gramme, le poids absolu d’un volume d’eau pure égal au cube de la centième partie du mètre, et à la température de la glace fondante. Enfin, l’unité des monnaies prendra le nom de franc, pour remplacer celui de livre usité jusqu’aujourd’hui,  »

Les articles 6 et 7 précisent le procédé de construction des multiples et sous- multiples. 

« Article 6 : La dixième partie du mètre se nommera décimètre sa centième partie centimètre. On appellera décamètre une mesure égale à dix mètres : ce qui fournit une mesure très commode pour l’arpentage. Hectomètre signifiera la longueur de cent mètres. Enfin, kilomètre et myriamètre seront des longueurs de mille et dix mille mètres, et désigneront principalement les mesures itinéraires. 
Article 7 : Les dénominations des mesures des autres genres seront déterminées d’après les mêmes principes que celles de l’article précédent : Ainsi, décilitre sera une mesure de capacité dix fois plus petite que le litre; centigramme sera la centième partie du poids d’un gramme. On dira de même décalitre pour désigner une mesure contenant dix litres ; hectolitre, pour une mesure égale à cent litres. Un kilogramme sera un poids de mille grammes. On composera d’une manière analogue les noms de toutes les autres mesures. Cependant, lorsqu’on voudra exprimer les dixièmes ou les centièmes du franc, unité des monnaies, on se servira des mots décime et centime, déjà reçus en vertu des décrets antérieurs, . »

### Mètre étalon

#### Mètre étalon provisoire

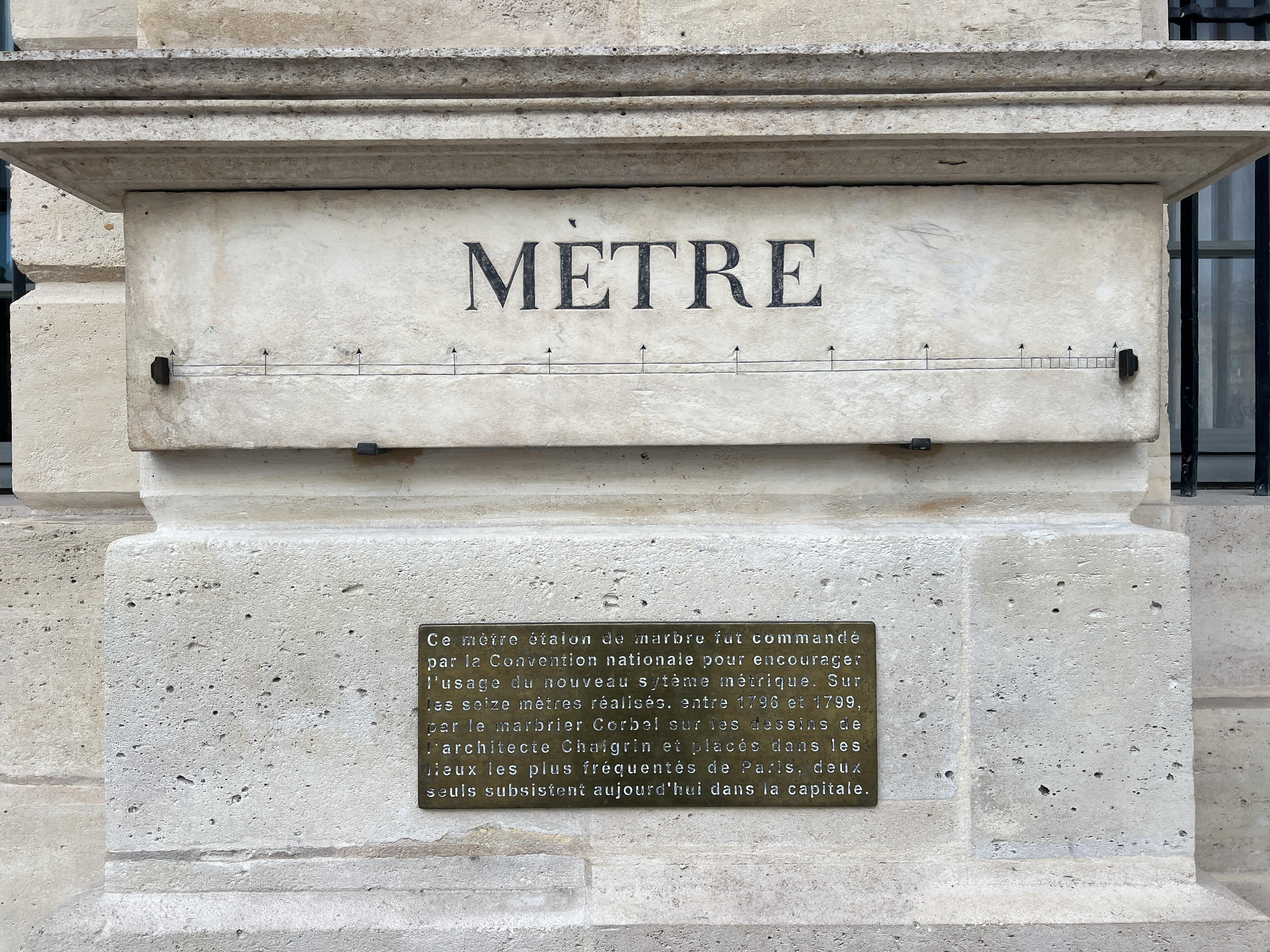
Mètre étalon Hôtel de Bourvallais, place Vendôme.

Des étalons provisoires du mètre sont fabriqués et vérifiés par Jean-Charles de Borda et Brisson. Ils se référèrent aux mesures de la méridienne effectuées par Nicolas Louis de la Caille dont le chiffre provisoire de 5 132 430 toises a été retenu pour le quart du méridien. Selon cette correspondance, le mètre équivaut à 3 pieds, 11 lignes 442 de la toise de l'Académie. 
L’article 1er invite les citoyens à « donner une preuve de leur attachement à l’unité et à l’indivisibilité de la République en se servant dès à présent des nouvelles mesures dans leurs calculs et transactions commerciales ». Plus loin le texte ordonne la fabrication d’un nouvel étalon : « une règle de platine sur laquelle sera tracé le mètre qui a été adopté pour l’unité fondamentale de tout le système des mesures », qui devra être déposée « près du Corps Législatif », dans un monument qui sera élevé « pour le conserver et le garantir de l’injure du temps ».
Le 9 floréal an III (28 avril 1795), comme prévu par la loi, la Commission temporaire est remplacée par une Agence temporaire des poids et mesures avec A.-M. Legendre, un mathématicien, Charles-Étienne Coquebert, un géologue, et François Gattey, un chimiste. Les commissaires chargés de continuer les travaux scientifiques sont pour la plupart choisis parmi les membres de l’ancienne équipe: Borda; Delambre et Méchain, priés de reprendre leurs travaux de triangulation; et Berthollet, Brisson, Coulomb, Haüy, Lagrange, Laplace, Monge, Prony, Vandermonde, qui préparent un étalon du mètre (d’après la toise du Pérou), un étalon de poids, des instructions et des graphiques pour l’emploi des nouvelles mesures, etc. L’Agence rédige « une adresse aux artistes français » pour les pousser à inventer des machines « simples et expéditives » pour réaliser à bon compte les nombreux étalons nécessaires aux provinces.
Pour faire connaître au public les nouvelles mesures, Jean-François Chalgrin, le futur architecte de l'Arc de Triomphe, est chargé de la construction de « quelques monuments peu considérables, mais cependant assez apparents pour attirer la curiosité », pour matérialiser le mètre. Seize emplacements sont choisis dans Paris. Quatre de ces mètres en marbre existent encore, à leur emplacement primitif (36, rue de Vaugirard, en face du Palais du Luxembourg) ou après avoir été déplacés (13, place Vendôme, Tribunal de Sceaux, Mairie de Croissy-sur-Seine). Des modèles identiques, mais en fer et rouillés, subsistent dans plusieurs villes de province (Lyon, Montauban).

#### 10 décembre 1799: fixation du mètre étalon définitif
Le travail de définir la valeur définitive du mètre est confié à une commission internationale composée de douze représentants de la France, deux de la République Batave, dont Jan Henry Van Swinden, qui la préside, six de l’actuelle Italie, un pour l’Espagne, un pour le Danemark et enfin un pour la République Helvétique. Le rapport est présenté le 30 avril 1799 : la distance du pôle nord à l’équateur est de 5 130 740 toises, soit pour le mètre une longueur de 3 pieds 11,296 lignes de la toise du Pérou. La valeur utilisée pour la détermination du mètre provisoire basée sur les mesures de Cassini avait été 5 132 430 toises, soit une différence de .... 0,03 %.
Mais d’après les mesures prises par satellite aujourd’hui, la longueur du méridien entre le pôle et l’équateur est de 10 002 290 mètres. Autrement dit, le mètre qu’ont calculé Delambre et Méchain est trop court de 0,2 millimètre environ, ce qui le rapproche finalement de la mesure de Cassini. Janéty, seul orfèvre à Paris et en France capable de fabriquer des objets importants en ce métal, est mis à contribution pour fournir une mousse de platine comprimée et martelée à chaud, à partir de laquelle Fortin ajuste l’étalon du kilogramme et Lenoir, celui du mètre. Ces deux étalons sont présentés au Conseil des Cinq-Cents et au Conseil des Anciens le 4 messidor an VII (22 juin 1799), puis déposés aux Archives de la République, dans l’armoire de fer où ils se trouvent toujours. Le système métrique, système d'unités basé sur le mètre, est officiellement adopté en France le 10 décembre 1799 (19 frimaire de l’an VIII) et devient une première fois l'unique système de poids et mesures en France pendant une douzaine d'années seulement, de 1801 sous le Consulat, puis sous le Premier Empire jusqu’en 1812.
Les trois décennies suivantes, la France délaisse le système décimal et revient au système de mesures de l'Ancien régime. En 1812 Napoléon décrète l’introduction des mesures usuelles qui restent en vigueur jusqu’en 1840 sous le règne de Louis Philippe,. Les anciens noms des unités de longueur sont repris, mais la toise est cependant redéfinie en référence au mètre comme mesurant exactement deux mètres.

## Travaux géodésiques ultérieurs

### Prolongation de la méridienne vers les Baléares (Biot et Arago, 1807-1808)
Le projet du prolongement de la méridienne de France jusqu'aux Baléares reste à l'ordre du jour, et Méchain s'y attaque de nouveau à partir de 1803. Malheureusement, il ne put l'achever, car il mourut subitement de fièvre jaune à Castellón de la Plana le 20 septembre 1804. L'achèvement en fut confié, sur proposition de Laplace, à Jean-Baptiste Biot (1776–1862) et à François Arago (1786–1853). Les travaux recommencèrent en 1807 et s'achevèrent en 1808.

### Vers la triangulation du monde (XIXesiècle)
Au XIXe siècle, dans la continuité des travaux de Delambre et Méchain, de nouvelles mesures d'arcs de méridiens sont entreprises : d'abord la prolongation de la méridienne de France vers les Baléares (1803), puis la jonction géodésique de la France avec l'Angleterre (1862), celle de l'Algérie avec l'Espagne (1879), l'arc géodésique de Struve (1816-1855). Au final une grande partie du monde est triangulée à la fin du XIXe siècle.

## Précision des mesures de Delambre et Méchain

### Analyse comparative des mesures
Jean-Jacques Levallois, ingénieur général géographe, publie en 1991 un article analysant les résultats obtenus par Delambre et Méchain et les comparant avec des mesures qui ont été faites ultérieurement et différents paramètres comme le coefficient d'aplatissement de la terre. Il en ressort le tableau ci-dessous.
| Auteur                   | Époque | 1/2 grand axe (mètres) | Aplatissement | 1/4 de méridien (mètres) |
| ------------------------ | ------ | ---------------------- | ------------- | ------------------------ |
| Delambre                 | 1810   | 6 376 985              | 1/309         | 10 000 724               |
| Bessel                   | 1841   | 6 377 397              | 1/299         | 10 000 856               |
| Struve                   | 1845   | 6 378 298              | 1/295         | 10 002 018               |
| Clarke                   | 1880   | 6 378 249              | 1/293         | 10 001 868               |
| Helmert                  | 1907   | 6 378 200              | 1/298         | 10 002 067               |
| Hayford                  | 1909   | 6 378 388              | 1/297         | 10 002 288               |
| Krassovsky               | 1942   | 6 378 245              | 1/298         | 10 002 138               |
| Référence Internationale | 1980   | 6 378 137              | 1/298         | 10 001 966               |

Compte tenu des méthodes utilisées et des précisions théoriques associées à chacune d'elles, si la définition du mètre de 1791 avait été correcte, on devrait trouver des valeurs du quart de méridien voisines de 10 000 000 mètres, à ± 400 mètres près environ, on est loin du compte et les arcs les plus récents conduisent à fixer la discordance à 2 kilomètres environ. L'explication est à chercher dans le fait que le géoïde n’est pas une surface de révolution parfaite et aucun de ses méridiens n’est identique à un autre, autrement dit, la définition théorique était inaccessible et fallacieuse.

### Corrections liées à la forme du géoïde
La déviation de la verticale est la différence angulaire existant en un point donné entre la verticale physique (déterminée par la pesanteur) et la verticale théorique qui est la perpendiculaire à l'ellipsoïde terrestre, référence support de la triangulation. La principale cause est l'action perturbatrice qu’exercent les masses montagneuses et leur soubassement sur la direction du fil à plomb. Vers 1804, Legendre, en appliquant la méthode des moindres carrés qu’il venait de découvrir à la méridienne de Delambre et Méchain sur les latitudes des cinq stations astronomiques (Dunkerque, Paris, Evaux, Carcassonne, Barcelone) trouvait un aplatissement de 1/150, peu compatible avec ce que l’on connaissait par ailleurs.
Mais si on applique aux valeurs astronomiques des stations de Delambre et Méchain, les déviations de la verticale liées au réseau Europe 1950, calculé sur des triangulations modernes et indépendant dans ses mesures angulaires, astronomiques, ou son échelle, des mesures de 1792-1798, on peut réévaluer la longueur de la méridienne au vu des données les plus récentes.
| Stations    | Latitude astronomique | Correction | Latitude géodésique | Distance 1950 (toises) | Distance 1799 (toises) |
| ----------- | --------------------- | ---------- | ------------------- | ---------------------- | ---------------------- |
| Dunkerque   | 51°02'09",20          | + 3"       | 51°02'12",20        |                        |                        |
| Paris       | 48°50'49",37          | + 2"       | 48°50'51",37        | 124 933,5              | 124 944,8              |
| Evaux       | 48°10'42",54          | -3"        | 46°10'39",54        | 152 309,9              | 152 293,1              |
| Carcassonne | 43°12’54",30          | + 4"       | 43°12'58",30        | 168 839,3              | 168 848,7              |
| Montjuich   | 41°21'44",90          | +10"       | 41°21'54",96        | 105 506,6              | 105 499                |
| Total       |                       |            |                     | 551 589,3              | 551 585,6              |

Ces données font apparaitre l'extrême précision des travaux de 1799. C'est la déviation de la verticale due à la présence des contreforts des Pyrénées à une trentaine de kilomètres de Barcelone, qui leur a donné un mètre « trop court » par rapport à une définition plus générale tirée de la moyenne d’un grand nombre d’arcs.